# Generali della rivoluzione e del Primo Impero francese
Ecco l'elenco dei generali che servirono nell'esercito francese durante la rivoluzione e il primo impero.
Note:
- Il 21 gennaio 1793 il grado di luogotenente generale divenne quello generale di divisione; riprese la denominazione originaria durante i Cento Giorni.
- Il 21 gennaio 1793 il grado di maresciallo di campo divenne quello di generale di brigata; riprese la denominazione originaria durante i Cento Giorni.

Si veda anche l'elenco dei nomi incisi sotto l'Arco di Trionfo di Parigi.

## A
- Jacques Pierre Abbatucci (generale di divisione);
- Jean Charles Abbatucci (generale di brigata);
- Louis Jean Nicolas Abbé (generale di divisione);
- Augustin Gabriel d'Aboville (generale di brigata)
- Augustin Marie d'Aboville (generale di brigata);
- François Marie d'Aboville (generale di divisione);
- Michel Jacques François Achard (generale di brigata);
- Armand Désiré de Vignerot du Plessis de Richelieu, pari di Francia, duca di Aiguillon (generale di brigata);
- Louis-Annibal de Saint-Michel d'Agoult (generale di brigata);
- Pierre Nicolas d'Agoult (generale di brigata);
- Guillaume François d'Aigremont (generale di brigata);
- Joseph Jean-Baptiste Albert (generale di divisione);
- Philippe François Maurice d'Albignac, conte d'Albignac, ministro della Guerra (generale di brigata);
- Louis Alexandre d'Albignac (generale di divisione);
- Pierre Alexandre Joseph Allent (generale di divisione);
- Jacques-Alexandre-François Allix de Vaux conte di Freudenthal (generale di divisione);
- Louis Alméras (generale di divisione);
- Joseph Perrin des Almons (generale di divisione);
- Pedro José de Almeida Portugal, marchese d'Alorna (generale di divisione);
- Jean-Jacques Ambert (generale di divisione);
- Auguste Jean Joseph Gilbert Ameil (generale di divisione);
- François Pierre Joseph Amey (generale di divisione);
- Louis Ancel (generale di brigata)
- Antoine François Andréossy (generale di divisione);
- Victor Antoine Andréossy (generale di brigata);
- Jacques Bernard Modeste d'Anselme (generale di divisione);
- Charles Henri Guillaume Anthing (generale di divisione);
- Charles Nicolas d'Anthouard de Vraincourt (generale di divisione);
- François Louis Antoine (generale di brigata);
- Eustache Charles Joseph d'Aoust (generale di divisione);
- Joseph Louis d'Arbois de Jubainville (generale di brigata);
- Mathieu Joseph d'Arbonneau (generale di brigata);
- Pierre Jacques Jean Hector du Bousquet d'Argence (generale di brigata);
- François Argod (generale di brigata);
- Jean d'Argoubet (generale di brigata);
- Pierre Argoud (generale di brigata);
- Louis François Pierre d'Arlandes de Salton (generale di brigata);
- Antoine Arnaud (generale di brigata);
- Jean Arnaud (generale di brigata);
- Pierre Louis d'Arnauld (generale di brigata)
- Jean Toussaint Arrighi de Casanova, duca di Padova (generale di divisione);
- Jean-Lucq d'Arriule (generale di divisione);
- Louis d'Arut de Grandpré (generale di divisione);
- Dominique Joseph Asselin de Williencourt (generale di brigata);
- Antoine Victor Augustin d'Auberjon, conte di Murinais (generale di brigata);
- Claude Aubert (generale di brigata);
- Jean-Baptiste Annibal Aubert du Bayet (generale di divisione);
- René François Jean Aubrée (generale di brigata);
- François Aubry (generale di divisione);
- Joseph Gabriel Aubry Darencey (generale di brigata);
- Claude Charles Aubry de La Boucharderie (generale di divisione);
- Antoine Jean-Baptiste Aubugeois de La Borde (generale di brigata)
- Pierre François Charles Augereau, duca di Castiglione (Maresciallo dell'Impero);
- Jean-Pierre Augereau (generale di divisione);
- Jean-Baptiste Augier (generale di brigata);
- Pierre Aulard (generale di brigata);
- Nicolas Grégoire Aulmont de Verrières (generale di brigata);
- Louis Guy de Villequier, duc d'Aumont (generale di divisione);
- Vincent d'Auriol (generale di brigata);
- Pierre Gabriel Aussenac (generale di brigata);
- Pierre d'Autancourt (generale di brigata);
- Joseph Gaspard de Corporandi d'Auvare (generale di divisione);
- Jacques Philippe Avice (generale di brigata);
- Jean-Jacques Avril (generale di divisione);
- Antoine Sylvain Avy (generale di brigata);
- Vincent Axamitowski (generale di brigata);
- Antoine Aymard (generale di brigata)
- Charles Jean Louis Aymé (generale di divisione);
- François Basile Azemar (generale di brigata)

## B

### Ba
- Jacques François Bache (generale di brigata);
- Louis Alexandre Bachelet-Damville (generale di brigata);
- Gilbert Désiré Joseph Bachelu (generale di divisione);
- Félix Pascal Baciocchi, principe di Piombino (generale di divisione);
- Louis Albert Guislain Bacler d'Albe (generale di brigata);
- Jean Bajet (generale di brigata);
- François Bagnéris (generale di brigata);
- Louis Paul Baille, barone di Saint-Pol (generale di brigata);
- Louis Willibrod Antoine de Baillet de Latour (generale di divisione);
- Jean-Pierre Baillod (generale di divisione);
- Antoine Raymond Baillot-Faral (generale di brigata);
- François Gédéon Bailly de Monthion (generale di divisione);
- Éloi Charles Balathier de Bragelonne (generale di brigata);
- Antoine Balland (generale di divisione);
- Basile Guy Marie Victor Baltus de Pouilly (generale di divisione);
- Jean-Louis Bancal de Saint-Julien (generale di brigata);
- Gilbert Jacques Bandy de Nalèche (generale di brigata);
- Pierre Banel (generale di brigata);
- Jean-François de Bar (generale di brigata)
- Louis Baraguey d'Hilliers (generale di divisione);
- Gilles Jean Marie Roland de Barazer, cavaliere di Kermorvan (generale di brigata);
- Joseph Barbanègre (generale di brigata);
- Antoine Edme Adam de Barbazan (generale di brigata);
- Jean-François Thérèse Barbier (generale di brigata);
- Pierre Barbier (generale di brigata);
- Marie Étienne de Barbot (generale di divisione);
- Gabriel Barbou d'Escourières (generale di divisione);
- Antoine Marie Bard (generale di divisione)
- Jacques Bardenet (generale di brigata);
- Martial Bardet de Maison-Rouge (generale di divisione);
- Joseph David de Barquier (generale di brigata);
- André Horace François de Barral de Rochechinard (generale di brigata);
- Paul François Jean Nicolas de Barras (generale di divisione);
- Jean Léonard Barrié (generale di brigata)
- Pierre Barrois (generale di divisione);
- Nicolas Barthel (generale di divisione);
- Nicolas Martin Barthélemy (generale di brigata);
- Antoine François Barthélemi de Bournet (generale di brigata);
- François Barthélemy Beguinot (generale di divisione);
- Jean Étienne Bartier de Saint-Hilaire (generale di brigata);
- Nicolas de Bas de L'Aulne (generale di brigata);
- Anne Charles Basset de Montaigu (generale di divisione);
- Louis Bastoul (generale di brigata);
- Auguste Nicolas Baudot (generale di brigata)
- Oliver Victor de Beaudre o de Baudre (generale di brigata);
- Pierre François Bauduin (generale di brigata);
- Jean-Baptiste Charles Baurot (generale di brigata);
- François de Baussancourt (generale di brigata);
- Arnaud Baville (generale di brigata);
- Jean-Baptiste Maximilien Joseph Antoine Lecat Bazancourt (generale di brigata)

### Be
- Louis Charles César de Beaudiné de Romanet de Lestranges (generale di brigata);
- Jean-Baptiste Beaufol Beaufort de Thorigny (generale di brigata);
- Louis Charles Antoine de Beaufranchet d'Ayat (generale di brigata);
- Charles Victor Woirgard de Beauregard (generale di brigata);
- Alexandre François Marie de Beauharnais (generale di divisione)
- Eugenio di Beauharnais, principe d'Eichstätt, duca di Leuchtenberg, principe di Venezia e viceré del Regno d'Italia (generale di brigata);
- Edme Henri de Beaujeu (generale di brigata);
- Marc-Antoine Bonnin de La Boninière, conte di Beaumont (generale di divisione);
- Armand-Michel Bachelier de Beaupuy (generale di divisione);
- Pierre Raphaël Paillot de Beauregard (generale di divisione);
- Louis Jacques Beauvais (generale di brigata);
- Charles Théodore Beauvais de Préau (generale di brigata);
- Jean-Pierre Béchaud (generale di brigata)
- Louis Samuel Albert Désiré Béchet de Léocour (generale di divisione);
- Nicolas Joseph Bécourt (generale di divisione);
- Jean-Pierre Bedos (generale di brigata);
- Louis Paul de Beffroy (generale di brigata);
- Jean Antoine Pierre de Behague de Villeneuve (generale di divisione);
- Nicolas Léonard Bagert Beker, conte di Mons (generale di divisione);
- Alexandre Pierre Julienne Bélair (generale di divisione);
- Jacques Belfort Renard (generale di brigata);
- Claude Henri de Belgrand de Vaubois (generale di divisione);
- Antoine Alexandre Julienne de Bellair (generale di brigata);
- Jacques Nicolas Bellavène (generale di divisione);
- André de Bellemontre (generale di brigata)
- Augustin Daniel Belliard (generale di divisione);
- Louis Henri Charles de Bellon de Sainte-Marguerite (generale di brigata);
- Joseph Alexandre Belvèze de Larue de Sauviac (generale di divisione);
- François de Vachon de Briançon, marchese di Belmont (generale di divisione);
- François Berge (generale di brigata);
- Pierre André Hercule Berlier (generale di brigata);
- Jacques Bernard Bernard (generale di brigata);
- Benoît Guérin de Berneron (generale di brigata)
- Sigismond-Frédéric de Berckheim (generale di divisione);
- Jean-Baptiste Jules Bernadotte, principe di Pontecorvo, re di Svezia e di Norvegia (Maresciallo dell'Impero);
- Simon Bernard (generale di divisione);
- Gabriel Gaspard Achille Adolphe Bernon, visconte di Montélégier (generale di divisione);
- Pierre Marie-Auguste Berruyer (generale di brigata);
- Jacques Berthault, detto Bertaux (generale di brigata);
- Étienne Ambroise Berthellemy, detto Berthelmy (generale di brigata);
- Pierre Berthezène (generale di divisione);
- Louis Alexandre Berthier, principe di Neuchâtel e di Wagram (Maresciallo dell'Impero);
- Victor Léopold Berthier (generale di divisione);
- Louis César Gabriel Berthier de Berluy (generale di divisione);
- Nicolas Bertin (generale di brigata);
- Jean-Baptiste Bertolosi (generale di brigata);
- Antoine Joseph Bertrand (generale di brigata);
- Edme Victor Bertrand (generale di brigata)
- Henri Gatien Bertrand (generale di divisione);
- Louis Bertrand de Sivray (generale di brigata);
- Antoine Anne Lecourt de Béru (generale di divisione);
- Martial Besse (generale di brigata)
- Jean Baptiste Bessières, duca d'Istria (Maresciallo dell'Impero);
- Bertrand Bessières (generale di divisione);
- François Bessières (generale di divisione);
- Jacques de Besson, barone d'Ormeschwiller (generale di brigata);
- Jean Alexis Béteille (generale di brigata);
- Antoine de Béthencourt (generale di brigata);
- Georges Emmanuel Beuret (generale di divisione);
- Frédéric Auguste de Beurmann (generale di brigata);
- Jean Ernest de Beurmann (generale di brigata);
- Pierre Riel de Beurnonville (Maresciallo di Francia)
- Claude de Beylié (generale di brigata);
- Martial Beyrand (generale di brigata);
- Jean Romain Conilh de Beyssac (generale di brigata);
- Jean-Michel Beysser (generale di brigata)

### Bi
- Pierre Marie Bicquilley (generale di brigata);
- Jacques Bidoit (generale di brigata)
- Auguste Julien Bigarré (generale di divisione);
- Pierre Joseph Billard (generale di divisione);
- Jean Louis Debilly (generale di brigata);
- Pierre-Louis Binet barone di Marcognet (generale di divisione)
- Louis François Binot (generale di brigata);
- Armand Louis de Gontaut-Biron (generale di divisione);
- Baptiste Pierre François Jean Gaspard Bisson (generale di divisione);
- Guilin Laurent Bizanet (generale di divisione)

### Bl
- Claude Marie-Joseph Blanc, detto Leblanc (generale di brigata);
- Jean-Jacques Blanc, detto Leblanc (generale di brigata);
- Amable Guy Blancard (generale di brigata);
- Marie Pierre Isidore de Blanmont (generale di brigata);
- Ange François Blein (generale di brigata);
- Jacques Blondeau (generale di brigata);
- Antoine François Raymond Blondeau du Fays (generale di brigata);
- Louis Blosse (generale di brigata);
- Pierre Louis de Blottefière (generale di brigata)
- Jean-Antoine de Blou de Chadenac (generale di divisione)

### Bo
- Pierre Bodelin (generale di brigata);
- Jean David Boerner (generale di brigata);
- Jean Boillaud (generale di brigata)
- Jean-Joseph Lamy de Boisconteau (generale di brigata);
- Gilles Dominique Jean Marie de Boisgelin de Kerdu (generale di brigata);
- Anne Marie François Barbuat de Maison-Rouge de Boisgérard (generale di brigata);
- Jacques François Brabuat de Maison-Rouge de Boisgérard (generale di brigata);
- Joseph Valérian de Boisset (generale di brigata);
- Henri Louis Augustin de Boissieu (generale di brigata);
- Louis Régis de Boissy de Bannes (generale di brigata);
- Jacques Denis Boivin (generale di brigata)
- François Charles Robert Chonet de Bollemont (generale di divisione);
- Louis André Bon (generale di divisione);
- Christophe Bon d'Estournelles (generale di brigata);
- Girolamo Bonaparte, re di Vestfalia (generale di divisione);
- Giuseppe Bonaparte, re di Napoli, re di Spagna (generale di divisione);
- Luigi Bonaparte, re d'Olanda (generale di divisione)
- Napoleone Bonaparte (Imperatore);
- Jean-Pierre François Bonet (generale di divisione);
- Jean-François Marie de Bongard o Bongars (generale di brigata);
- Jean-Baptiste Bonnafoux de Caminel (generale di brigata);
- Jean-Gérard Bonnaire (generale di brigata);
- Louis Bonnaire (generale di divisione);
- Charles Auguste Jean-Baptiste Louis-Joseph Bonnamy de Bellefontaine (generale di brigata);
- Charles Robert André Bonnard (generale di brigata);
- Ennemond Bonnard (generale di divisione);
- Jacques-Philippe Bonnaud (generale di divisione);
- Jacques Bonnay de Troisfontaines (generale di brigata);
- Pierre Bonnemains (generale di divisione);
- Alexandre François Séraphin Bonnet (generale di brigata);
- François Antoine Bonnet (generale di brigata)
- Joseph Alphonse Hyacinthe Alexandre de Bonnet d'Honnières (generale di brigata);
- Michel Louis Joseph Bonté (generale di divisione);
- François Bontemps (generale di brigata);
- Charles de Bonvoust (generale di brigata);
- François Bony (generale di brigata);
- Étienne Tardif de Pommeroux, conte di Bordessoulle (generale di divisione);
- Pierre Honoré Bories de Castelpers (generale di brigata);
- Jean-Baptiste Joseph Noël Borrel (generale di brigata);
- Charles Luc Paulin Clément Borrelli (generale di divisione)
- Camillo Filippo Ludovico Borghese, duca di Guastalla (generale di divisione);
- Francesco Borghese, principe Aldobrandini (generale di divisione);
- Jacques Marie Botot-Dumesnil (generale di brigata);
- Pierre-Paul Botta (generale di brigata);
- Alexandre François Joseph de Boubers-Mazingan (generale di brigata);
- François-Joseph Gratet, visconte di Bouchage (generale di divisione);
- Jean-François Bouchel Merenveüe (generale di divisione);
- BenoîtLouis Bouchet (generale di divisione);
- François Louis Bouchu (generale di divisione);
- Jean-Pierre Boucret (generale di divisione)
- Jean Boudet (generale di divisione);
- François Louis Boudin de Roville (generale di brigata);
- Jacques Jean-Marie François Boudin, conte di Tromelin (generale di divisione);
- Jean-Claude Boudinhon-Valdec (generale di brigata);
- Louis Joseph Amour de Bouillé du Chariol (generale di divisione);
- Jean Fortuné Boüin de Marigny (generale di brigata);
- Servais Beaudouin Boulanger (generale di brigata);
- Henri François Maurille de Boulard (generale di brigata);
- Jean-François Boulard (generale di brigata)
- Louis Jacques François Boulnois (generale di divisione);
- François Antoine Louis Bourcier (generale di divisione);
- Edme Martin Bourdois de Champfort (generale di brigata);
- François Joseph Thorillon du Bourg de Vacherolles (generale di brigata);
- Jean-Dominique Bourgeat (generale di brigata);
- Charles François Bourgeois (generale di brigata)
- Louis Auguste Victor de Ghaisne de Bourmont, (generale di brigata),
- Jean Raymond Charles Bourke (generale di divisione);
- Jean-Baptiste Boussard (generale di brigata);
- André Joseph Boussart (generale di divisione);
- Ignace François Bousson (generale di brigata);
- Gilbert Boutarel de Langerolle (generale di brigata);
- Jean-Philippe Boutteaux (generale di brigata);
- Jean Louis Éloi Bouvard (generale di brigata);
- Joseph Bouvier des Eclaz (generale di brigata);
- Louis François Boy (generale di brigata);
- Jacques Boyé (generale di brigata);
- Charles Joseph Boyé, barone d'Abaumont (generale di brigata)
- Louis Léger Boyeldieu (generale di divisione);
- Henri Jacques Jean Boyer (generale di brigata);
- Jean-Baptiste Nicolas Henri Boyer (generale di brigata);
- Joseph Boyer (generale di brigata)
- Pierre François Joseph Boyer (generale di divisione);
- Joseph Boyer de Rebeval (generale di divisione);
- Guillaume Boyvin de La Martinière (generale di brigata)

### Br
- Michel Silvestre Brayer (generale di divisione);
- Joseph Breissand (generale di brigata)
- Antoine François Brenier-Montmorand (generale di divisione);
- Jean-Pierre Alexandre Bresson de Valmabelle (generale di brigata);
- Jean-Baptiste Breton, detto Berton (generale di brigata);
- Louis-Adrien Brice Montigny (generale di divisione);
- André Louis Elisabeth Marie Briche (generale di divisione);
- Nicolas Louis-Auguste de Grimoard de Beauvoir du Roure de Beaumont, conte di Brison (generale di brigata);
- Louis Hercule Timoléon de Cossé, duca di Brissac (generale di divisione);
- Hugues Brisset de Montbrun de Pomarède (generale di brigata);
- Victor-François de Broglie (generale di brigata);
- André François Bron de Bailly (generale di brigata);
- Nicolas Bronikowski, conte d'Oppeln (generale di divisione);
- Étienne Brouard (generale di brigata);
- Jean-Baptiste Broussier (generale di divisione);
- David Hendrikius Bruce (generale di brigata);
- Jean Pierre Joseph Bruguière, detto Bruyère(s) (generale di divisione);
- Nicolas Brulé (generale di brigata);
- Claude Louis Brun, detto Lebrun (generale di brigata);
- Jacques François Brun (generale di brigata);
- Jean Antoine Brun (generale di brigata)
- Louis Bertrand Pierre Brun de Villeret (generale di divisione)
- Guillaume Marie Anne Brune (Maresciallo dell'Impero);
- Gaspard Jean-Baptiste de Brunet (generale di divisione);
- Jean-Baptiste Brunet (generale di divisione);
- Gilles Joseph Martin Bruneteau, visconte e poi conte di Sainte-Suzanne (generale di divisione);
- François-Xavier Bruno (generale di brigata);
- Adrien François de Bruno (generale di brigata);
- Jean-Baptiste Bruny (generale di brigata);
- Christophe Joseph de Brusselles (generale di brigata)
- Nicolas Ernault de Rignac des Bruslys (generale di divisione)

### Bu
- Jacques Bonaventure Buchet (generale di brigata);
- Charles André Buchold (generale di brigata);
- Claude Joseph Buget (generale di divisione)
- Charles Joseph Buquet (generale di brigata);
- Louis Léopold Buquet (generale di brigata);
- Pierre Augustin François de Burcy (generale di brigata);
- André Burthe (generale di brigata);
- Jacques Butraud (generale di brigata)

## C

### Ca
- Marc Cabanes de Puymisson (generale di brigata);
- Jean-Baptiste Cacault (generale di brigata);
- Louis Marie Joseph Maximilien de Caffarelli du Falga (generale di brigata)
- Marie François Auguste de Caffarelli du Falga (generale di divisione);
- Jean Alexandre Caffin (generale di brigata);
- Jean-Jacques Caillet (generale di brigata);
- Hubert Callier, barone di Saint-Apollin (generale di divisione);
- Étienne Nicolas de Calon (generale di brigata);
- André Carvin, detto Calvin (generale di brigata);
- Alexis Aimé Pierre Cambray (generale di divisione)
- Pierre Jacques Étienne Cambronne (generale di brigata);
- Isaac Jacques Delart Campagnol (generale di brigata);
- François Frédéric Campana (generale di brigata);
- Toussaint Campi (generale di divisione);
- Jacques David Martin de Campredon (generale di divisione);
- Christian François Camus, barone di Richemont (generale di brigata);
- Jean Lecamus, detto Camus, barone di Moulignon (generale di brigata);
- Louis Camus (generale di brigata);
- Jean Baptiste Camille Canclaux (generale di divisione);
- Jacques Lazare Savettier de Candras, barone di La Tour de Pré (generale di brigata);
- Samuel Canier (generale di brigata) (Irlande);
- Charles de Canolles de Lescours (generale di brigata);
- Simon Canuel (generale di divisione);
- Claude Antoine Capon de Château-Thierry (generale di brigata);
- Joseph Carcome-Lobo (generale di divisione);
- Bernard Augustin Cardenau (generale di brigata);
- Jean Pascal Raymond Carlenc (generale di divisione);
- Jacques de Carles (generale di divisione);
- Claude Marie Carnot de Feulins (generale di divisione);
- Lazare Nicolas Marguerite Carnot (generale di divisione)
- Antoine Jean Henri Théodore de Carové (generale di brigata) (Allemagne);
- François Carpantier (generale di brigata);
- Claude Carra Saint-Cyr (generale di divisione);
- Joseph Emmanuel Laurrans du Carrel de Charly (generale di brigata);
- Jean Augustin Carrié de Boissy (generale di brigata);
- Louis Carrier (generale di brigata);
- Louis Chrétien Carrière (generale di divisione);
- Martin Jean François de Carrion de Loscondes (generale di brigata);
- Jean-François Carteaux (generale di divisione);
- Jean-Baptiste Jacques Cartier (generale di brigata);
- Joseph Marie de Casabianca (generale di divisione);
- Raphaël de Casabianca (generale di divisione);
- Antoine Philippe Darius Casalta (generale di brigata);
- Louis Victorin Cassagne (generale di divisione);
- Pierre Cassagne (generale di brigata);
- Louis Pierre Jean Aphrodise Cassan (generale di brigata);
- Jean Castelbert de Castelverd (generale di divisione);
- Nicolas Antoine Xavier Castella de Berlens (generale di brigata);
- Pierre François Gilbert Castella (generale di brigata);
- Simon Nicolas Constantin de Castella de Montagny (generale di brigata);
- Boniface Louis André de Castellane (generale di divisione);
- Bertrand Pierre Castex (generale di divisione);
- Joseph Léon Cathelan (generale di brigata);
- Bernard Louis Cattanaeo (generale di divisione);
- Armand Augustin Louis de Caulaincourt, duca di Vicenza (generale di divisione);
- Auguste Jean-Gabriel de Caulaincourt (generale di divisione);
- Gabriel Louis de Caulaincourt (generale di divisione)
- Jean-Jacques Causse (generale di brigata);
- Jean-Baptiste de Caux de Blacquetot (generale di divisione)
- Jacques Marie Cavaignac (generale di divisione);
- Jean-Baptiste Alexandre Cavrois (generale di brigata);
- Louis-Joseph Cavrois (generale di brigata);
- Louis-Joseph Elisabeth Cazals (generale di brigata)

### Ce-Ch
- Jean-Baptiste Cervoni (generale di divisione);
- Gaspard Chabert (generale di brigata);
- Pierre Chabert (generale di brigata);
- Théodore Chabert (generale di divisione);
- Louis François Jean Chabot (generale di divisione);
- Joseph Chabran (generale di divisione);
- Jacques Aimard de Moreton de Chabrillant (generale di divisione);
- Jacques Henri Sébastien César de Moreton de Chabrillant (generale di divisione)
- Pierre François Xavier Chailiet de Vergy (generale di brigata);
- Alexis Chalbos (generale di divisione);
- Charles Étienne Guillaume Blandin de Chalein (generale di brigata);
- Jacques Antoine de Chambarlhac de Laubespin (generale di divisione);
- Dominique André Chambarlhiac (generale di divisione);
- Pierre Joseph du Chambge, baron d'Elbhecq (generale di divisione);
- François Chambon (generale di brigata);
- Scipion Charles Victor Auguste de La Garde, marchese di Chambonas (generale di brigata);
- Jean Marie Hector Crottier, marchese di Chambonas de Peyrault (generale di brigata);
- Louis Joseph Jean-Baptiste de Laboëssière, conte di Chambors (generale di divisione);
- Claude Souchon de Chameron o Chamron (generale di brigata);
- Vital Joachim Chamorin (generale di brigata);
- Pierre Clément de Champeaux (generale di brigata);
- Jean Étienne Vachier Championnet (generale di divisione);
- Marie Pierre Félix Chesnon de Champmorin (generale di brigata);
- Gaspard Adrien Bonet du Louvat de Champollon (generale di divisione);
- David Maurice Champouliès de Barrau de Muratel (generale di brigata);
- François d'Hillaire de Chamvert (generale di brigata);
- Jean-Nestor de Chancel (generale di divisione);
- Jean-Baptiste Hector Chanez (generale di brigata);
- Antoine Chanlatte (generale di brigata);
- Antoine Pierre Joseph Chapelle, marchese di Jumilhac (generale di divisione);
- Jean-Antoine Chapsal (generale di divisione);
- Antoine Chapt de Rastignac (generale di brigata);
- René-Bernard Chapuis, detto Chapuy (generale di brigata);
- Louis Charbonnier (generale di divisione);
- Joseph Claude Marie Charbonnel, conte di Salès (generale di divisione);
- Alexis Antoine Charlery (generale di brigata);
- Étienne Charlet (generale di divisione);
- Hugues Charlot (generale di brigata);
- Jean-Baptiste Charnotet (generale di brigata);
- Henri François Marie Charpentier (generale di divisione);
- Joseph Charras (generale di brigata);
- Jean-Louis Charrière (generale di brigata);
- Charles-François Charton (generale di brigata);
- Joachim Charton (generale di brigata);
- Claude Louis Chartongne (generale di brigata);
- Jean Hyacinthe Sébastien Chartrand (generale di brigata);
- Jean-Pierre François de Chasot (generale di divisione);
- David Henri de Chassé (generale di divisione);
- François de Chasseloup-Laubat (generale di divisione)
- Thomas Jean Chassereaux (generale di brigata);
- Joachim Chastanier de Burac (generale di brigata);
- Louis Pierre Aimé Chastel (generale di divisione);
- Achille François du Chastellet (generale di divisione);
- Armand Jacques Marc de Chastenet, marchese di Puységur (generale di brigata);
- Alexandre Paul Guérin de Châteauneuf-Randon, marchese di Joyeuse (generale di divisione)
- Pierre Guillaume Chaudron-Roussau (generale di brigata);
- François Pierre Alexandre Chauvel
- Jacques Chazeau-Duteil (generale di brigata);
- Jean Chemineau (generale di divisione);
- Louis Nicolas Hyacinthe Chérin (generale di divisione);
- Dominique Prosper de Chermont (generale di brigata);
- Jacques François Chevalier (generale di brigata);
- Pierre Chevalier (generale di brigata);
- Jean Armand Chevalleau de Boisragon (generale di brigata);
- Augustin René Christophe de Chevigné (generale di divisione);
- Dezydery Chłapowski, barone di Dryja (generale di brigata);
- Grégoire Joseph Chlopicki de Necznia barone (generale di divisione);
- Pierre-Ambroise-François Choderlos de Laclos (generale di brigata);
- Louis Antoine Choin de Montgay barone di Montchoisy (generale di divisione);
- Antoine César de Choiseul (generale di brigata);
- Claude Gabriel de Choisy (generale di divisione);
- Jacques Robert Souslier, barone di Choisy (generale di brigata);
- Louis-Claude Chouard (generale di brigata);
- Guillaume Xavier Chrétien (generale di brigata);
- Joseph Christiani (generale di brigata);
- Nicolas François Christophe (generale di brigata)

### Cl
- Michel Marie Claparède (generale di divisione);
- Georges-Roger Clarke (generale di brigata);
- Bertrand Clauzel (Maresciallo di Francia);
- Pierre Clavel (generale di brigata);
- Louis Clemencet (generale di brigata);
- Claude Clément (generale di brigata);
- François Marie Clément de La Roncière (generale di divisione);
- Gabriel Joseph Clément (generale di brigata);
- Joseph Théodore Clerc (generale di brigata);
- Augustin Clerveaux (generale di brigata);
- Jean Christophe Louis Frédéric Ignace de Closen (generale di brigata)

### Co
- Jean-François Coayllet (generale di brigata);
- Antoine Christophe Cochois (generale di brigata);
- Louis Jacques de Coehorn (generale di brigata);
- Charles Yves César Cyr du Coëtlosquet (generale di divisione);
- Jean-Baptiste de La Rivière de Montreuil de Coincy (generale di divisione);
- Jacques Colas (generale di brigata);
- Claude Sylvestre Colaud (generale di divisione);
- Louis Pierre Alphonse de Colbert (generale di divisione)
- Auguste François-Marie de Colbert-Chabanais (generale di brigata);
- Pierre David de Colbert-Chabanais, detto Édouard de Colbert-Chabanais (generale di divisione);
- Jean Christophe Colin, detto Verdière (generale di divisione);
- François Coliny (generale di brigata);
- Jean Antoine de Collaert (generale di brigata);
- Jean Théodore Colle (generale di brigata);
- Antoine Nicolas Collier, conte di La Marlière (generale di divisione);
- Louis Léonard Antoine Joseph Gaspard Venance, marchese di Colli-Ricci (Italia) (generale di divisione);
- Georges Henri Victor Collot (generale di brigata);
- Joseph Antoine Colomb (generale di brigata);
- Pierre Colomb (generale di brigata);
- Jean Antoine François Combelle (generale di divisione);
- Jean-François Combez (generale di brigata);
- Jacques Jean Stanislas Combis (generale di brigata);
- Marc-Antoine Commaire (generale di divisione);
- Jean André Commes (generale di brigata);
- Jean Dominique Compans (generale di divisione);
- Claude Antoine Compère (generale di brigata);
- Louis Fursy Henri Compère (generale di brigata);
- Jacques Marie Joseph Conigliano-Carenthal (generale di brigata);
- Nicolas François Conroux, barone di Pépinville (generale di divisione);
- Vincent Marie Constantini (generale di brigata);
- Claude Louis Constant Esprit Juvénal Corbineau (generale di brigata);
- Jean-Baptiste Juvénal Corbineau (generale di divisione)
- Joseph Corda (generale di divisione);
- Étienne Jean-François Cordellier-Delanoüe (generale di divisione);
- André François Corderan (generale di brigata);
- Jean François Cornu barone e poi marchese di La Poype (generale di divisione);
- André-Philippe Corsin (generale di divisione);
- Antoine Alexandre de Cosson (generale di brigata);
- Justin Théodose Coucourt (generale di brigata);
- Joseph Christophe Couin, barone di Grandchamp (generale di brigata);
- Annet Antoine Couloumy (generale di brigata);
- Jean Guillaume de Courpon (generale di brigata);
- Roch Joseph Laurent Hyacinthe Corte, detto Courte de Bonvoisin (generale di brigata);
- Jean Antoine Adrien de Courten (generale di brigata);
- Pierre Antoine Courtot (generale di divisione);
- Elzéar Auguste Cousin de Dommartin (generale di divisione);
- Guy Coustard de Saint-Lo (generale di divisione);
- Anne Jacques François Cousteau de Labarrère (generale di brigata);
- Louis François Coutard (generale di divisione);
- Jacques Joseph Couture (generale di brigata);
- Charles Auguste Creutzer (generale di brigata);
- Jean Ignace Crevoisier (generale di brigata);
- Félix François Dorothée de Balbis de Berton de Crillon (generale di divisione);
- Louis Pierre Nolasque de Balbis de Berton de Crillon (generale di divisione);
- Arnold Croiset (generale di brigata);
- Louis Marie François Paul Devaulx, detto Du Croseau (generale di divisione);
- Joseph Crousat, detto Crouzat (generale di brigata);
- Henri Crublier d'Opterre (generale di brigata);
- Anne Emmanuel François Georges de Crussol d'Ambroise (generale di divisione);
- Nicolas Cugnot d'Aubigny (generale di brigata);
- Jean Nicolas Curely (generale di brigata);
- Philibert Jean-Baptiste François Curial (generale di divisione);
- Jean-Baptiste Théodore Curto (generale di divisione);
- Adam Philippe de Custine, barone di Sarreck (generale di divisione)

## D

### Da
- Jean Melchior Dabadie de Bernet (generale di brigata);
- Hermann Wilhelm Daendels (generale di divisione);
- Luc Siméon Auguste Dagobert de Fontenille (generale di divisione);
- Nicolas Dahlmann (generale di brigata);
- Jean-Baptiste Dalesme (generale di divisione);
- Claude Dallemagne o d'Allemagne (generale di divisione);
- Alexandre Dalton (generale di divisione);
- François-Étienne de Damas (generale di divisione)
- Achille Pierre Henri Picot de Dampierre (generale di brigata);
- Auguste Marie Henri Picot de Dampierre (generale di divisione);
- Jean Danglars-Bassignac (generale di brigata);
- Louis Michel Auguste Thévenet, detto Danican (generale di brigata);
- Louis Danloup-Verdun (generale di brigata);
- André Charles Emmanuel Danzel (generale di brigata);
- Louis Gaspard Dard d'Espinay (generale di brigata);
- Charles Ambroise Dardenne (generale di brigata);
- Paul Louis Dargiot de La Ferrière (generale di brigata);
- Jean Barthélemy Claude Toussaint Darmagnac (generale di divisione)
- Jacques Darnaud (generale di divisione);
- Jean Boniface Darnaud (generale di brigata);
- Henri Pierre Darnaudat (generale di brigata);
- Augustin Darricau (generale di divisione);
- Jean-Lucq Darriule (generale di divisione)
- Pierre Bruno Daru
- Michel Jean Paul Daudiès (generale di brigata);
- Joseph Augustin Fournier de Loigsonville, detto Daultane (generale di divisione);
- Marie Guillaume Daumas (generale di brigata);
- Pierre Daumesnil (generale di divisione);
- Charles Daurier (generale di divisione);
- Guillaume Dauture (generale di brigata);
- Jean-Baptiste Davaine (generale di brigata);
- Jean Antoine David (generale di brigata);
- Jean Davin (generale di brigata);
- Joseph Guillaume Davisard (generale di brigata);
- Louis Alexandre Edme François Davout (generale di brigata)
- Louis Nicolas Davout, duca d'Auerstaedt, principe d'Eckmühl (Maresciallo dell'Impero);
- Jean-Jacques Dazémar (generale di brigata);

### De
- César Alexandre Debelle, barone di La Gachetière (generale di brigata);
- Jean-François Joseph Debelle (generale di divisione);
- Armand Louis Debroc (generale di brigata);
- Jean-Baptiste Debrun (generale di divisione);
- Charles Mathieu Isidore Decaen (generale di divisione);
- Nicolas Declaye (generale di brigata);
- Pierre Decouz (generale di divisione);
- Vincent Martel Deconchy (generale di divisione);
- François Louis Dedon-Duclos (generale di divisione);
- Jean-Marie Antoine Defrance (generale di divisione);
- François Emmanuel Dehaies, detto de Montigny (generale di divisione)
- Jean Antoine Dejean (generale di brigata)
- Jean François Aimé Dejean (generale di divisione);
- Pierre François Marie Auguste Dejean (generale di divisione);
- Amable Henri Delaage (generale di divisione);
- Henri-Pierre Delaage, barone di Saint-Cyr (generale di brigata);
- Mathieu Delabassée (generale di brigata);
- Henri François Delaborde (generale di divisione);
- Charles Henri Delacroix (generale di brigata);
- Louis Anne Delafons (generale di brigata);
- Antoine Charles Bernard Delaitre (generale di divisione);
- Alexandre Delalain (generale di divisione);
- Jean-Baptiste Gabriel Marie Emmanuel Delapointe (generale di brigata);
- Jean-Baptiste Grégoire Delaroche (generale di divisione);
- Louis Pierre François Delattre (generale di brigata);
- Charles Nicolas Adrien Delaunay (generale di brigata);
- Jacques Charles René Delaunay (generale di divisione);
- Jean-Marie Auguste Aulnay de Launay, detto Delaunay (generale di divisione)
- Victor Joseph Delcambre, barone di Champvert (generale di brigata);
- François-Joseph Augustin Delegorgue (generale di brigata);
- Jean-Marie Noël Delisle de Falcon, barone e poi visconte di Saint-Geniès (generale di divisione);
- Jean-Pierre Dellard (generale di brigata);
- Antoine Guillaume Maurailhac d'Elmas de La Coste, detto Delmas (generale di divisione);
- Jacques Antoine Adrien Delort (generale di divisione);
- Marie Joseph Raymond Delort (generale di divisione);
- Jean-François Delort de Gléon (generale di brigata);
- Louis Pierre Delosme (generale di divisione);
- Antoine Joseph Delpierre (generale di brigata);
- Alexis Joseph Delzons (generale di divisione);
- Marc Jean Demarçay (generale di brigata);
- Denis Joseph Demauroy, detto Mauroy (generale di brigata);
- Jean Dembarrère (generale di divisione);
- Louis Mathieu Dembowski baron (generale di brigata);
- Joseph Laurent Demont (generale di divisione);
- Joseph Marie Denayer (generale di brigata);
- Georges Frédéric Dentzel (generale di brigata);
- Louis Jean Depetit de La Salle (generale di brigata);
- Jacques François Henri Deplanque (generale di brigata);
- Charles François Deponthon (generale di divisione);
- Albert François Deriot (generale di divisione)
- Paul Ferdinand Stanislas Dermoncourt (generale di brigata);
- Nicolas Roques, detto Deroques (generale di divisione);
- Pierre César Dery (generale di brigata);
- Jean-Charles Desailly (generale di brigata);
- Louis Charles Antoine Desaix (generale di divisione);
- Sylvain François Desbordes (generale di brigata);
- Charles François Desbureaux (generale di divisione);
- Jacques Antoine Deschamps de la Varenne (generale di brigata);
- Jacques Ollivier Desclozeaux (generale di brigata);
- Jean-François Louis Picault Desdorides (generale di brigata);
- Jacques Philippe Desemery, detto Semery (generale di brigata);
- Nicolas Joseph Desenfans (generale di brigata);
- Edme Étienne Borne Desfourneaux (generale di divisione);
- Antoine Grange, detto Desgranges (generale di brigata)
- François-Ganivet Desgraviers-Bertholet (generale di brigata);
- Michel Vandebergues, detto Deshautschamps (generale di brigata);
- Antoine Auguste Desherbiers de Létanduère (generale di brigata);
- Charles Joseph Paul Leyris Desponchès (generale di brigata);
- Albert Victoire Despret, detto La Marlière (generale di brigata);
- Victor Abel Dessales (generale di brigata);
- Jean-Louis Dessaubaz (generale di brigata);
- Jacques Jardin, detto Desjardin (generale di divisione);
- François Antoine Denoyé, detto Desnoyers (generale di divisione);
- Eloi Laurent Despeaux (generale di divisione);
- Hyacinthe François Joseph Despinoy (generale di divisione);
- François Alexandre Desprez (generale di divisione);
- Joseph Marie Dessaix (generale di divisione);
- Bernard Dessein (generale di divisione);
- Jean Joseph Paul Auguste Dessolle (generale di divisione);
- Jean-Marie Eléonore Léopold Destabenrath (generale di brigata);
- Jacques Zacharie Destaing (generale di divisione);
- Anne Louis Claude Destutt conte di Tracy (generale di brigata);
- Jean-Jacques Desvaux de Saint-Maurice (generale di divisione);
- Louis-Charles Lenoir, detto Desvaux (generale di brigata);
- Nicolas Philibert Desvernois (generale di brigata);
- François Laquet, detto Detang (generale di brigata);
- François Detrès (generale di divisione);
- Marie Jean-Baptiste Urbain Devaux (generale di brigata);
- Philippe Devaux de Vautray (generale di brigata);
- Pierre Devaux (generale di brigata);
- François-Joseph Deverchin (generale di brigata);
- Laurent Deviau de Saint-Sauveur (generale di brigata);
- Claude Germain Louis Devilliers (generale di divisione);

### Di
- Alexandre César Hilarion Esprit Dianous de La Perrotine (generale di brigata);
- Antoine Claude Dièche (generale di divisione);
- Rodolphe de Diesbach (generale di brigata);
- Frédéric de Diesbach (generale di brigata);
- Dominique Diettmann (generale di divisione);
- Jean-Pierre Alexandre Dieudé (generale di brigata);
- Alexandre Elisabeth Michel Digeon (generale di divisione);
- Armand Joseph Henri Digeon (generale di divisione);
- Antoine Digonet (generale di brigata);
- Arthur de Dillon (generale di brigata);
- Theobald de Dillon (generale di brigata)

### Do
- Guillaume Dode de la Brunerie (generale di divisione);
- Jean-Pierre Doguereau (generale di brigata);
- Jan Henryk Dąbrowski detto Dombrowski (generale di divisione);
- Jean-Baptiste Dommanget (generale di brigata);
- Jean Simon Domon (generale di divisione);
- Jean Donadieu (generale di brigata);
- Gabriel Donnadieu (generale di divisione);
- Frédéric Guillaume de Donop (generale di brigata);
- François-Xavier Donzelot (generale di divisione);
- François Amédée Doppet (generale di divisione);
- Jacques Dorbay (generale di divisione);
- Joseph Dornes (generale di brigata);
- Jacques Louis Dornier (generale di brigata)
- Jean Marie Pierre François Lepaige-Doursenne, detto Dorsenne (generale di divisione);
- Jean Philippe Raymond Dorsner (generale di divisione);
- Jean-Jacques Dortoman (generale di brigata);
- Pierre Doucet (generale di brigata);
- Jean-Pierre Doumerc (generale di divisione);
- Jean-François Dours (generale di divisione);

### Dr
- Jacques Marie Charles de Drouâs de Boussey (generale di brigata);
- François-Richer Drouet (generale di brigata)
- Jean-Baptiste Drouet d'Erlon
- Antoine Drouot (generale di divisione);
- Louis Pierre Milcolombe Drummond, conte di Melfort (generale di brigata);
- Louis Jean Drummond de Perth, conte di Drummond de Melfort (generale di divisione);

### Du
- Pierre Alexis Dubois (generale di divisione);
- Edmond Louis Alexis Dubois-Crancé (generale di divisione)
- Jacques Charles Dubois de Thimville (generale di brigata);
- Adrien Jean-Baptiste Amable Ramond du Bosc, conte du Dutaillis (generale di divisione);
- Louis Dubouquet (generale di divisione);
- Jean-Louis Dubreton (generale di divisione);
- Jean Nicolas Xavier Ducasse (generale di brigata);
- Nicolas Joseph Ducellier (generale di brigata);
- Nicolas Ducheyron (generale di brigata);
- Pierre Alexis Duclaux (generale di brigata);
- Nicolas Ducos (generale di brigata);
- François Bertrand Dufour (generale di brigata);
- François Marie Dufour (generale di divisione);
- Georges Joseph Dufour (generale di divisione);
- Simon Camille Dufresse (generale di brigata);
- Eléonor Bernard Anne Christophe Zoa Dufriche, barone di Valazé (generale di divisione);
- Jacques François Coquille detto Dugommier (generale di divisione);
- Louis François Auguste Mazel du Goulot, detto Dugoulot (generale di brigata);
- Charles François Joseph Dugua (generale di divisione)
- Guillaume Philibert Duhesme (generale di brigata);
- Charles François Duhoux (generale di divisione);
- Jean Lambert Marchal, chevalier Dujard (generale di brigata);
- Charles François Dulauloy, conte di Randon (generale di divisione);
- Louis Étienne Dulong de Rosnay (generale di divisione);
- Anne Joseph Dumas (generale di brigata)
- Guillaume Mathieu Dumas de Saint-Marcel (generale di brigata);
- Thomas Alexandre Davy de La Pailleterie detto Alexandre Dumas (generale di divisione);
- Jean Louis Dumas (generale di brigata);
- Mathieu Dumas (generale di divisione);
- Pierre Marie Joseph Salomon, detto Dumesny (generale di divisione);
- Jean-Baptiste Dumonceau de Bergendael (generale di divisione);
- Charles Dumoulin (generale di brigata);
- Pierre Charles Dumoulin (generale di brigata);
- Charles-François du Périer, detto Dumouriez (generale di divisione);
- Pierre Dumoustier (generale di divisione);
- Pierre Dumoutier (generale di brigata);
- Martin François Dunesme (generale di brigata);
- Pierre Louis Dupas (generale di divisione);
- René Joseph Dupeyroux (generale di brigata);
- Léonard Duphot (generale di brigata);
- Jean-Baptiste Vigoureux Duplessis (generale di divisione);
- Pierre Antoine Dupont-Chaumont (generale di divisione)
- Pierre Dupont de l'Étang (generale di divisione);
- Jean Duppelin (generale di brigata);
- Hyacinthe Roger Duprat (generale di divisione);
- Jean Étienne Benoît Duprat (generale di brigata);
- Claude-François Duprès (generale di brigata);
- Dominique Martin Dupuy (generale di brigata);
- François Victor Dupuy de Saint-Florent (generale di brigata);
- Florent Joseph Duquesnoy (generale di divisione);
- François Marie Durand (generale di brigata);
- Michel Durand (generale di brigata);
- Luc Joseph Jean Duranteau de Baune (generale di brigata);
- Antoine Duret (generale di brigata)
- Géraud Christophe Michel Duroc, duca del Friuli (generale di divisione);
- Antoine Jean Auguste Henri Durosnel (generale di divisione);
- Antoine Simon Durrieu (generale di divisione);
- Pierre François Joseph Durutte (generale di divisione);
- Gilbert Louis Robinet Duteil d'Ozane (generale di divisione);
- François Dutertre (generale di brigata);
- Étienne Marie Dutilh (generale di brigata);
- Claude-Thomas Dutour de Noirfosse (generale di brigata);
- Jacques Dutruy (generale di divisione);
- Blaise Duval, detto de Hautmaret (generale di divisione);
- François Raymond Duval (generale di brigata);
- Alexis Jean Henri Duverger (generale di brigata);
- Joseph Duverger (generale di divisione);
- Bernard Étienne Marie Duvignau, detto Achille Duvignau (generale di brigata);
- Jean-Pierre Thomas Duvignau (generale di brigata);
- Charles Siffrein d'Anselme Duvignot (generale di brigata)

## E
- Gaspard Éberlé (generale di brigata);
- Jean Baptiste Éblé (generale di divisione);
- Jean Georges Edighoffen (generale di brigata);
- Jean Marie Rodolphe Eickemeyer (generale di brigata);
- François Henri d'Elbée de La Sablonière (generale di brigata);
- Jacob Job Élie (generale di divisione);
- Balthazar Joseph Emond d'Esclevin (generale di brigata);
- Georges Henri Eppler (generale di brigata);
- Charles Louis d'Erlach de Jegenstorff (generale di brigata);
- Jean Augustin Ernouf (generale di divisione);
- François Ignace Ervoil d'Oyré (generale di brigata);
- Charles Marie Robert d'Escorches de Sainte-Croix (generale di brigata);
- Marie Louis Henri d'Escorches de Sainte-Croix, marchese di Sainte-Croix(generale di brigata);
- Jacques Henri Esnard (generale di brigata)
- Jean Louis Brigitte Espagne (generale di divisione);
- Jean Jacques Pierre d'Esparbès de Lussan (generale di divisione);
- Jean-Marc Espert de Bulach (generale di brigata);
- Jean-Baptiste Espert de Latour (generale di brigata);
- Pierre Espert de Sibra (generale di brigata);
- Antoine Joseph Marie d'Espinassy (generale di brigata);
- Étienne Estève (generale di brigata)
- Jean-Baptiste Estève de Latour (generale di brigata);
- François-Joseph d'Estienne de Caussegros, baron puis vicomte di Léry (generale di brigata);
- Sixte d'Estko (generale di brigata);
- Louis Marie d'Estourmel (generale di divisione);
- Jean Skey Eustace (generale di brigata);
- Louis Auguste Frédéric Évain (generale di divisione);
- Charles Joseph Evers (generale di divisione);
- Philippe Évrard de Longeville (generale di brigata);
- Marie Scipion d'Exéa (generale di brigata)
- Rémi Joseph Isidore Exelmans (generale di divisione)

## F

### Fa
- Gabriel Jean Fabre (generale di divisione);
- Joseph Vincent Dominique Fabre, detto Fabre-Fonds (generale di brigata);
- Gabriel Louis Sabas de Faivre (generale di brigata);
- Philippe Casimir de Falk-Regulski, detto Falck (generale di divisione);
- Victor Fanneau de Lahorie (generale di divisione);
- Victor Claude Alexandre Fanneau de Lahorie (generale di brigata);
- Pierre Joseph Farine du Creux (generale di brigata);
- Marie François Étienne César de Faucher (generale di brigata);
- Jean Louis François Fauconnet (generale di divisione);
- François Claude Joachim Faultrier de L'Orme (generale di divisione);
- Simon de Faultrier (generale di brigata);
- Chrétien François Antoine Faure de Gière (generale di brigata);
- Jean-Baptiste Favart (generale di brigata);
- Nicolas Remi Favart d'Herbigny (generale di divisione);
- Charles François Léger Favereau (generale di divisione);
- Jean Dominique Favereau (generale di divisione)

### Fe
- Dominique François Xavier Félix (generale di brigata);
- Claude François Ferey barone di Rosengath (generale di divisione);
- Pierre Marie Bartholomé Férino (generale di divisione);
- François Fériol (generale di brigata);
- Jean Louis Joseph César de Fernig (generale di brigata);
- Jacques Ferrand (generale di divisione);
- Jean Henri Becays Ferrand (generale di divisione);
- Jean-Louis Ferrand (generale di divisione);
- Gratien Ferrier (generale di brigata);
- Pierre Joseph de Ferrier du Chastelet (generale di divisione)
- Jacques o Joseph-Martin-Madeleine Ferrière (generale di brigata);
- Jean-Baptiste Michel Féry (generale di brigata);

### Fi
- Florentin Ficatier (generale di brigata);
- François Louis de Fiète, conte di Soucy (generale di brigata);
- Jean Edmond Filhol de Camas (generale di brigata);
- Charles François Filon (generale di brigata);
- Pasquale Fiorella (generale di divisione)
- Edmé Nicolas Fiteau, conte di Saint-Étienne (generale di brigata);

### Fl
- Charles Auguste Joseph Flahaut de la Billarderie (generale di divisione);
- Jean-François Flamand (generale di brigata);

### Fo
- Charles François Monin de Folenay (generale di brigata);
- François-Xavier Octavie Fontaine (generale di brigata);
- Jacques Fontane, detto Fontana (generale di divisione);
- Alexandre-Louis de Fontbonne (generale di divisione);
- Jean-Marie Forest (generale di brigata);
- François Louis Forestier (generale di brigata);
- Gaspard François Forestier (generale di brigata);
- Gaspard Hilarion Fornier d'Albe (generale di brigata);
- Jacques Marguerite Étienne de Fornier, detto Fénerols (generale di brigata);
- Dominique Casimir Fornier-Valaurie (generale di brigata);
- Bruno Nicolas Foubert de Bizy (generale di divisione);
- Louis François Foucher de Careil (generale di divisione);
- Albert Louis Emmanuel de Fouler, conte di Relingue (generale di divisione);
- Joseph Augustin Fournier (generale di divisione);
- François Louis Fournier-Sarlovèse (generale di divisione);
- François Fournier-Verrières (generale di brigata);
- Maximilien Sébastien Foy (generale di divisione);

### Fr
- Jean-Louis de Franc d'Anglure (generale di divisione);
- Jean-Baptiste Francesqui, detto Franceschi-Delonne (generale di brigata);
- François Petitjean, detto François (generale di brigata);
- Jean-Baptiste Simon Étienne Marie viconte di Fréhaut (generale di divisione);
- Bernard Georges François Frère (generale di divisione);
- François Antoine Freire-Pego (generale di brigata);
- Maurizio Ignazio Fresia, barone d'Oglianico (generale di divisione);
- Philibert Fressinet (generale di divisione);
- André Bruno de Frévol, conte di Lacoste (generale di brigata);
- Gomez Freyre (generale di divisione);
- François Xavier Jacob Freytag (generale di divisione);
- Jean-Daniel Freytag (generale di brigata)
- Louis Friant (generale di divisione);
- Jean Parfait Friederichs (generale di divisione);
- Maurice Frimont (generale di brigata);
- François Nicolas Fririon (generale di divisione);
- Joseph François Fririon (generale di brigata);
- Jean Froissard (generale di brigata);
- Jacques Pierre Fromentin (generale di divisione);
- Jean Georges Fruhinsholz (generale di brigata);
- Jean Urbain Fugière (generale di brigata);
- Louis Auguste Fulcher de Monistrol (generale di brigata);
- Henri de Fulque, conte d'Oraison (generale di brigata);
- Pierre Fureau de Villemalet (generale di divisione);
- Henri Guillaume de Furstemberg (generale di brigata);
- Louis Fuzier (generale di brigata);
- Jean Lambert Joseph Fyon (generale di brigata)

## G
- Jean Edmé François Gachet de Sainte-Suzanne (generale di brigata);
- François Thomas Galbaud-Dufort (generale di brigata);
- Anne Jacques Jean Louis Galdemar (generale di brigata);
- Antoine Pierre Gallois (generale di brigata);
- Jean Hugues Gambin (generale di brigata)
- Honoré Joseph Antoine Ganteaume (Amiral);
- Marie Théodore Urbain Garbe (generale di divisione);
- Charles Mathieu Gardanne (generale di brigata);
- Gaspard Amédée Gardanne (generale di divisione);
- Jean Garderat (generale di brigata);
- Louis Gareau (generale di brigata);
- Mathurin Gasnier (generale di brigata);
- Pierre Dominique Garnier (generale di divisione);
- Joseph Gasquet (generale di brigata);
- Jean-Jacques Basilien de Gassendi (generale di brigata)
- Bertrand Henri Gatien (generale di divisione);
- Charles Louis Joseph de Gau de Fregeville (generale di divisione);
- Philibert Gaudet (generale di brigata);
- Jean-Olivier Gaudin (generale di brigata);
- Benjamin Gault, barone di Benneval (generale di brigata);
- Paul Louis Gaultier de Kerveguen (generale di divisione);
- Louis Marie Gaussart (generale di brigata);
- Pierre Edmé Gautherin (generale di divisione);
- Étienne Gauthier (generale di brigata)
- Jean-Bernard Gauthier de Murnan (generale di brigata);
- Jean-Joseph Gauthier (generale di brigata);
- Jean-Pierre Gauthier, detto Leclerc (generale di brigata);
- Nicolas Hyacinthe Gautier (generale di brigata);
- André Marie Gautier de Montgeroult (generale di brigata);
- Jean-Marie Gaspard Gauvilliers (generale di divisione);
- Louis Gay (generale di brigata);
- Louis Jean Gayault de Celon (generale di brigata);
- Honoré Théodore Maxime Gazan, conte di La Peyrière (generale di divisione);
- Jean Michel Geither (generale di brigata);
- Nicolas Louis Gelb (generale di divisione);
- Louis Gelly (generale di brigata)
- Claude Ursule Gency (generale di divisione);
- Louis Thomas Gengoult (generale di divisione);
- Alphonse Louis Gentil de Saint-Alphonse (generale di divisione);
- Antoine Gentilli (generale di divisione)
- François-Joseph Gérard (generale di divisione);
- Maurice Étienne Gérard (generale di divisione);
- Jean-Charles Gerbous de La Grange (generale di brigata);
- Maurice Gervais Joachim Geslin de Trémargat (generale di brigata);
- Sébastien Charles Hubert de Gestas, marchese di Lespéroux (generale di brigata);
- Gaspard Vincent Félix Giacomoni (generale di divisione);
- André Gigaux (generale di brigata);
- Jean-Philippe Gignious de Bernède (generale di brigata);
- Jean Joseph Guillaume Marguerite Gilibert de Merlhiac (generale di brigata);
- Jean Fred Godfrin de Pontif (generale di divisione)
- Jacques Laurent Gilly (generale di divisione);
- Joseph Gilot (generale di divisione);
- Pierre de Gimel de Tudeils (generale di divisione);
- Jean-Baptiste Girard, duca di Ligny, (generale di divisione);
- Jean-Pierre Girard (generale di brigata);
- Pierre Louis Pélagie Girard (generale di brigata)
- Alexandre Louis Robert Girardin d'Ermenonville (generale di divisione);
- Antoine Girardon (generale di divisione);
- Jean-François Girardot (generale di brigata);
- Antoine Giraud (generale di brigata);
- Victor-Bonaventure Girod de Vienney (generale di brigata);
- Jacques Nicolas Gobert (generale di divisione);
- Martin Charles Gobrecht (generale di divisione);
- Roch Godart (generale di brigata);
- Deo Gratias Nicolas Godinot (generale di divisione);
- Jean-Claude Goffard (generale di brigata);
- Jacques Gilles Henri Goguet (generale di divisione);
- Louis Antoine Vast Vite Goguet (generale di brigata);
- Nicolas François Thérèse Gondallier de Tugny (generale di brigata);
- Jérôme Joseph Goris (generale di brigata);
- François Claude Gosse (generale di brigata);
- Jean-Florimond Gougelot (generale di brigata)
- Cybard Florimond Gouguet (generale di brigata);
- François Goullus (generale di brigata);
- Louis Anne Marie Gouré, detto Villemontée (generale di brigata);
- Gaspard Gourgaud (generale di divisione);
- Auguste Étienne Marie Gourlez, barone di Lamotte (generale di divisione);
- Louis Jean-Baptiste Gouvion (generale di divisione);
- Jean-Baptiste Gouvion (generale di brigata)
- Laurent de Gouvion-Saint-Cyr (Maresciallo dell'Impero);
- Louis Marthe de Gouy, marchese d'Arsy (generale di brigata);
- Jean-François Graindorge (generale di brigata);
- Louis Joseph Grandeau, barone d'Abeaucourt (generale di divisione);
- Charles Louis Dieudonné Grandjean (generale di divisione);
- Balthazard Grandjean (generale di brigata);
- Jean Sébastien Grandjean (generale di brigata);
- Jean Henri Guy Nicolas de Grandval, marchese di Frégeville (generale di divisione);
- Jean Grangeret (generale di brigata);
- Charles Grangier de La Ferrière (generale di brigata);
- Pierre Guillaume Gratien (generale di divisione);
- Pierre Marie de Grave (generale di divisione);
- Jean Georges Grenier (generale di brigata)
- Paul Grenier (generale di divisione);
- François Joseph Fidèle Gressot (generale di brigata);
- Pierre Joseph Bérardier Grézieu (generale di brigata);
- Louis Grignon (generale di brigata);
- Achille Claude Marie Tocip detto Grigny (generale di brigata);
- Rémy Grillot (generale di brigata);
- Philippe Henri de Grimoard (generale di divisione);
- Pierre André Grobon (generale di brigata);
- Joseph Groisne (generale di brigata);
- Jean Gaston Quentin Gromard (generale di divisione);
- Jean Louis Gros (generale di brigata)
- Emmanuel de Grouchy (Maresciallo dell'Impero);
- François Grouvel (generale di divisione);
- Nicolas Gruardet (generale di brigata);
- Louis Sébastien Grundler (generale di divisione);
- Antoine Gruyer (generale di brigata);
- Pierre César Gudin des Bardelières (generale di divisione)
- Charles-Étienne Gudin de La Sablonnière (generale di divisione);
- Charles Louis Joseph Olivier Gueheneuc (generale di divisione);
- Louis Charles de Guénand (generale di brigata);
- François Guérin d'Etoquigny (generale di divisione);
- Jacques Julien Guérin, barone di Wald Erbach (generale di brigata);
- Nicolas Louis Guériot de Saint-Martin (generale di brigata);
- Jean-Louis Charles Victor Guesnon-Deschamps (generale di brigata);
- Pierre Gueydan (generale di brigata);
- Emmanuel Maximilien Joseph Guidal (generale di brigata);
- Jean Joseph Guieu (generale di divisione);
- Joseph Guillaume (generale di brigata);
- Paul Guillaume (generale di brigata);
- Frédéric François Guillaume de Vaudoncourt (generale di brigata);
- Jean-Pierre Guillemet (generale di brigata);
- Armand Charles Guilleminot (generale di divisione);
- Pierre-Joseph Guillet (generale di brigata);
- Abel Joseph Guillot (generale di brigata);
- François Gilles Guillot (generale di brigata);
- André Guinet (generale di brigata);
- Nicolas Bernard Guiot de Lacour (generale di divisione);
- Jean Guiot du Repaire (generale di brigata);
- Georges Guiscard de Bar (generale di brigata)
- Marie Adrien François Guiton (generale di brigata);
- Michel Guy (generale di brigata);
- Pierre Jules César Guyardet (generale di brigata);
- Nicolas Philippe Guye (generale di brigata);
- Claude Raymond Guyon (generale di brigata);
- François Alexis Guyonneau de Pambour (generale di brigata);
- Claude Étienne Guyot (generale di divisione);
- Étienne Guyot (generale di brigata)

## H
- Pierre Joseph Habert (generale di divisione);
- Jean-Baptiste Charles Hallot (generale di divisione);
- Jacques Félix Jan de la Hamelinaye (generale di divisione);
- Christian Joseph Hammel (generale di brigata);
- Antoine Alexandre Hanicque (generale di divisione);
- François Hanriot (generale di divisione);
- Honoré Alexandre Haquin (generale di divisione);
- Louis François Alexandre d'Harambure (generale di divisione);
- Jean Hardy (generale di divisione);
- Joseph Étienne Timoléon d'Hargenvilliers (generale di brigata);
- Jean Isidore Harispe (Maresciallo di Francia);
- Louis Harlet (generale di brigata);
- Olivier Harty, barone di Pierrebourg (generale di divisione);
- Louis Auguste Juvénal des Ursins d'Harville (generale di divisione);
- Étienne d'Hastrel de Rivedoux (generale di divisione);
- Jacques Maurice Hatry (generale di divisione);
- François d'Avranges d'Haugeranville (generale di brigata);
- François Charles Jean Pierre Marie d'Haugeranville, baron d'Avranges (generale di brigata);
- François Joseph Hauser, detto Ménageur (generale di brigata);
- Jean Joseph Ange d'Hautpoul (generale di divisione);
- François Nicolas Benoît Haxo (generale di divisione);
- Nicolas Haxo (generale di brigata);
- Pierre Nicolas Joseph Hazard (generale di brigata);
- Gabriel Marie Joseph Théodore d'Hédouville (generale di divisione);
- François Nivard Charles Joseph d'Hénin (generale di divisione);
- Jean-François Hennequin (generale di brigata);
- Charles Nicolas Antoine d'Hennezel de Valleroy (generale di brigata);
- Jean-François Henriod (generale di brigata)
- Christophe Henrion (generale di brigata);
- Jean-Pierre Henri (generale di brigata);
- Jean-Baptiste Herbin-Dessaux (generale di divisione);
- Mathieu Herbin (generale di brigata);
- Pantaléon Charles François du Trousset, conte d'Héricourt (generale di brigata);
- Jean-Baptiste Michel René Durand, baron d'Herville (generale di brigata);
- Charles de Hesse-Rheinfels-Rotenburg (generale di divisione);
- Claude Marie Hervo (generale di brigata);
- Étienne Heudelet de Bierre (generale di divisione);
- Ghisbert Martin Cort Heyligers (generale di divisione);
- Louis Maximilien François Herman Hinnisdal de Fumal (generale di brigata)
- Louis Lazare Hoche (generale di divisione);
- Jean Nicolas Houchard (generale di divisione);
- César Louis Marie François Ange d'Houdetot (generale di divisione);
- Léonard Jean Aubry Huard de Saint-Aubin (generale di brigata);
- Pierre François Antoine Huber (generale di divisione);
- Jean-Baptiste Michel Antoine Huché (generale di divisione);
- Charles Angélique François Huchet de La Bédoyère (generale di brigata);
- Claude François-Xavier Hue-Laborde (generale di brigata);
- Édouard Huet (generale di brigata);
- Louis Pierre Huet (generale di divisione)
- Joseph Léopold Sigisbert Hugo (generale di divisione);
- Louis Hugo (generale di brigata);
- Louis Huguet-Chataux (generale di brigata);
- Jacques Dominique Huin (generale di brigata);
- Pierre Augustin Hulin (generale di divisione);
- Étienne Hulot (generale di divisione);
- François Louis Humbert (generale di brigata);
- Jean-François Sylvestre Humbert (generale di brigata);
- Jean Joseph Amable Humbert (generale di brigata);
- Jean Nicolas Humbert de Fercourt (generale di brigata);
- Pierre Antoine Husson (generale di divisione)

## I
- Jean Alexandre Ihler (generale di divisione);
- Louis-Théobald Ihler (generale di brigata);
- Sulpice Imbert de La Platière (generale di brigata);
- Augustin Joseph Isambert (generale di brigata);
- Charles Frédéric Louis Maurice d'Isemburg (generale di brigata)
- Pierre Ismert (generale di brigata)

## J
- Ladislas François Constantin Jablonowski de Prus, (generale di brigata);
- Maximilien Henri Nicolas Jacob (generale di brigata);
- Philippe Joseph Jacob (generale di divisione);
- Augustin Jean-Baptiste Jacobé de Trigny (generale di brigata);
- Jean-Baptiste Jacopin (generale di brigata);
- Nicolas Jacquemard (generale di brigata);
- Jean-Pierre Jacquet (generale di brigata);
- Jean-Baptiste Jacquin (generale di brigata)
- Charles Claude Jacquinot (generale di divisione);
- Pierre Jadart du Merbion (generale di divisione);
- François Jalras (generale di brigata);
- Jean-Baptiste Auguste Marie Jamin, marchese di Bermuy (generale di brigata);
- Jean-Baptiste Jamin (generale di divisione);
- Jacques Félix Jan, barone e poi conte di La Hamelinaye (generale di divisione);
- Jean Guillaume Janssens (generale di divisione);
- Henri Antoine Jardon (generale di brigata);
- Antoine Anatole Gédéon Jarry (generale di brigata);
- François Jarry de Vrigny de La Villette (generale di brigata);
- Arnail François de Jaucourt (generale di divisione);
- Jacques Louis Jaucourt-Latour (generale di brigata);
- Jean-Baptiste Jeanin (generale di divisione);
- Louis François Jeannet (generale di brigata);
- Jean-Louis Jenin (generale di brigata);
- Charles Édouard Saül Jennings de Kilmaine (generale di divisione);
- Dominique Joba (generale di brigata);
- Étienne Joly (generale di brigata);
- Thomas Joly (generale di brigata);
- Jacques Jomard (generale di brigata)
- Antoine-Henri de Jomini (generale di brigata);
- Nicolas Louis Jordy (generale di divisione);
- Jean-Louis Gaspard Josnet de Laviolais (generale di brigata);
- Jacques Casimir Jouan (generale di brigata);
- Barthélemy Catherine Joubert (generale di divisione);
- Joseph Antoine René Joubert (generale di brigata);
- Pierre Joseph Joubert de La Salette (generale di brigata);
- Jean-Pierre de Jouffroy (generale di brigata);
- Jean-Baptiste Jourdan (Maresciallo dell'Impero);
- Auguste Jubé, barone di la Pérelle (generale di brigata);
- Joseph François Bénigne Julhien (generale di brigata);
- Louis Joseph Victor Jullien de Bidon (generale di divisione);
- Jean-Marie Jumel (generale di brigata);
- Jean-Andoche Junot (generale di divisione);
- Louis Charles de Jurgy de La Varenne (generale di brigata)

## K
- Thomas Keating (generale di divisione);
- François Étienne Christophe Kellermann, duca di Valmy (Maresciallo dell'Impero);
- François Étienne Kellermann (generale di divisione);
- François Nicolas Pascal de Kerenveyer (generale di divisione);
- François Marie Périchon de Kerverseau (generale di brigata);
- Jean-Jacques Kessel (generale di brigata);
- Jean de Kindelan (generale di divisione);
- François Joseph Kirgener, barone di Planta (generale di divisione)
- Jean-Baptiste Kléber (generale di divisione);
- Dominique Louis Antoine Klein (generale di divisione);
- Stanislas Klicki, barone di Prus (generale di brigata);
- Charles de Kniazewicz (generale di brigata);
- Jean de Konopka (generale di brigata);
- Vincent de Corvin-Krasinski conte (generale di divisione);
- Corneille Rodolphe Théodore Krayenhoff (generale di brigata);
- Jean Ernest Kriegg (generale di divisione)

## L

### La
- Jean de Labadie (generale di brigata);
- André de La Barre (generale di divisione);
- François Charles Labbé de Vouillers (generale di brigata);
- François Garnier de Laboissière (generale di brigata);
- Pierre Garnier de Laboissière (generale di brigata)
- Anne François Augustin de La Bourdonnaye (generale di divisione);
- André Adrien Joseph de La Bruyère (generale di brigata);
- Étienne Chassin de La Bruyère (generale di brigata);
- Jacques François Lachaise (generale di brigata);
- Louis François Passerat de La Chapelle de Bellegarde (generale di brigata);
- Claude Quentin de La Chiche (generale di brigata);
- Jean-Pierre Lacombe-Saint-Michel (generale di divisione);
- Clément Jean Étienne Lacoste (generale di brigata);
- Pierre Jean-Baptiste Lacoste de Fontenille (generale di brigata);
- Jean Laurent Juslin de Lacoste-Duvivier (generale di divisione);
- François Joseph Pamphile de Lacroix (generale di divisione);
- Mathieu Lacroix (generale di brigata);
- Jean-Girard Lacuée (generale di divisione);
- Józef Benedykt Łączyński (generale di brigata);
- Barthélémy-Simon-François de La Farelle (generale di brigata);
- Marie Joseph Paul Roch Gilbert Motier, marchese di La Fayette (generale di divisione);
- Louis Marie Lévesque de Lafferrière (generale di divisione);
- Justin Laffite (generale di brigata);
- Michel Pascal Lafitte (generale di brigata);
- André Joseph Lafitte-Clavé (generale di brigata);
- Guillaume Joseph Nicolas de Lafon-Blaniac (generale di divisione);
- Elie Lafont (generale di brigata);
- Jacques Mathurin Lafosse (generale di brigata);
- Henri-Jacques Martin de Lagarde (generale di brigata);
- Joseph Lagrange (generale di divisione);
- Amédée Emmanuel François Laharpe (generale di divisione);
- Armand Lebrun de La Houssaye (generale di divisione);
- Louis Joseph Lahure (generale di divisione);
- Frédéric Michel François Joseph de Lajolais (generale di brigata);
- Charles Eugène Lalaing d'Audenarde (generale di divisione);
- Alexandre Lalance (generale di brigata);
- Jean Lalanne (generale di brigata);
- Charles Lallemand (generale di divisione);
- Henri Dominique Lallemand (generale di divisione);
- Joseph Théodore Gabriel Lallemand de Waites (generale di brigata);
- François Joseph Drouot, detto Lamarche (generale di divisione);
- Jean-Baptiste Théodore Lamarque d'Arrouzat (generale di brigata);
- Jean Maximilien Lamarque (generale di divisione);
- Jean Fabre de la Martillière (generale di divisione);
- Thomas Mignot, barone di Lamartinière (generale di divisione);
- Henri François Lambert (generale di brigata);
- Urbain François Lambert (generale di brigata);
- Charles Pierre de Lamer (generale di divisione);
- Alexandre Théodore Victor de Lameth (generale di brigata);
- Charles Malo de Lameth (generale di brigata);
- Étienne François Ducoudray Rocbert de Lamorendière (generale di brigata);
- Auguste Étienne Marie Lamotte (generale di brigata);
- Louis Charles de La Motte-Ango de Flers, viconte di Flers (generale di divisione);
- Pierre François Lambert Lamoureux (generale di divisione);
- Jean-Baptiste Lamouroux de La Roque-Cusson (generale di brigata);
- Louis Augustin Lamy d'Hangest (generale di divisione);
- Charles François Joseph de Lamy (generale di brigata)
- Jean-Joseph Lamy de Boisconteau (generale di brigata);
- Jean Pierre Lanabère (generale di brigata);
- Louis François Lanchantin (generale di brigata);
- Charles Hyacinthe Leclerc de Landremont (generale di divisione);
- Jean-Noël Landrin (generale di divisione);
- Gaspard Louis Langeron (generale di brigata);
- Denis Jean Florimond Langlois de Mautheville, marchese di Bouchet (generale di divisione)
- Jean Lannes, duca di Montebello (Maresciallo dell'Impero);
- René Joseph de Lanoue (generale di divisione);
- Marin Guéroult Lapalière (generale di brigata);
- François Lanusse (generale di divisione);
- Pierre Lanusse, detto Robert Lanusse (generale di divisione);
- Pierre Belon Lapisse barone di Sainte-Hélène (generale di divisione);
- Jean-Baptiste Antoine Laplanche (generale di brigata);
- Claude Joseph de Laplanche-Morthières (generale di brigata);
- Jean Grégoire Barthélemy Rouger de Laplane (generale di divisione);
- Pierre Laplume (generale di brigata);
- Jean François Cornu de La Poype (generale di divisione);
- Pierre Laprun (generale di divisione);
- Toussaint Joseph de Lardemelle (generale di brigata);
- Jean Ambroise Baston de Lariboisière (generale di divisione);
- François Laroche (generale di brigata)
- Antoine Laroche-Dubouscat (generale di divisione);
- François Alexandre Frédéric de La Rochefoucauld, duca d'Estissac e duca di Liancourt (generale di divisione);
- Philippe Ambroise Denis Laronde (generale di divisione);
- Jean Alexandre Durand de La Roque (generale di divisione)
- Jean-Louis de La Roque (generale di brigata);
- Jean Jacques de La Roque d'Olès d'Ornac (generale di divisione);
- Jean-Baptiste Larroque (generale di brigata);
- Jean La Sabatie, detto Andrieux (generale di brigata);
- Jean Jacques Bernardin Colaud de La Salcette (generale di divisione);
- Antoine Charles Louis de Lasalle (generale di divisione);
- Jean Charlemagne Maynier, conte di La Salle (generale di brigata);
- François Lassalle-Cezeau (generale di brigata);
- François de Lastic (generale di divisione);
- Pierre François Lataye (generale di brigata);
- Jean-Jacques de Laterrade (generale di brigata);
- Antoine Henri Armand Jules Elisabeth de Latour-Foissac (generale di divisione);
- François Philippe de Latour-Foissac (generale di divisione);
- Henri Joseph Vincent Latour (generale di brigata);
- Joseph Latour (generale di brigata);
- Marie Charles César Florimond de Fay de La Tour-Maubourg (generale di divisione);
- Marie Victor Nicolas de Fay, marchese de La Tour-Maubourg (generale di divisione);
- Guillaume Latrille de Lorencez (generale di divisione);
- Pierre Marie du Lau d'Allemans (generale di divisione);
- Germain Félix Tennet de Laubadère (generale di divisione);
- Joseph Marie Tennet de Laubadère (generale di divisione);
- Louis François du Pont d'Aubevoye de Lauberdière (generale di divisione);
- Jean Lauer (generale di brigata);
- Jean-Baptiste de Laumoy (generale di brigata);
- Michel de Laumur (generale di brigata);
- François Guillaume Barthélémy Laurent (generale di divisione)
- Jacques Alexandre Bernard Law de Lauriston (Maresciallo di Francia);
- Anne Gilbert de La Val o de Le Val (generale di brigata);
- Louis Jean-Baptiste de Lavalette (generale di brigata);
- Étienne Maynaud Bizefranc de Lavaux (generale di divisione);
- Jean-Pierre Marie Lavalette du Verdier (generale di brigata);
- Joseph Alexandre Félix Marie de Laville (generale di brigata);
- Gaëtan Joseph Prosper César de Laville de Villa-Stellone (generale di brigata);
- Ferdinand de La Ville-sur-Illon (generale di brigata)
- Joseph Félix de Lazowski (generale di brigata);

### Le
- Antoine Joseph Claude Le Bel (generale di brigata);
- Paul Alexandre Leblanc-Delisle (generale di brigata);
- Claude Marie Lebley (generale di brigata);
- Louis Vincent Joseph Leblond, conte di Saint Hilaire (generale di divisione);
- Léonard Lebondidier (generale di brigata);
- Anne Charles Lebrun, conte e po' duca di Piacenza (generale di divisione);
- François Léon Lebrun (generale di brigata);
- Jacques Le Capitaine (generale di brigata);
- François-Joseph Lecat (generale di brigata);
- Jean Léchelle (generale di divisione);
- Joseph Lechi (generale di divisione);
- Théodore François Joseph Leclaire (generale di brigata);
- Louis Nicolas Marin Leclerc des Essarts (generale di divisione)
- Charles Leclerc
- Pierre Leclerc d'Ostein (generale di brigata);
- Victor Emanuel Leclerc (generale di divisione);
- Jean-Antoine Le Clerc, detto Milfort Tastanégy (generale di brigata);
- Jean-Baptiste Sébastien Le conte (generale di brigata);
- René-Louis Leconte (generale di brigata);
- Claude Jacques Lecourbe (generale di divisione);
- Robert Antoine Marie Lecousturier, visconte d'Armenonville (generale di brigata);
- Joseph Thomas Ledée (generale di brigata);
- Pierre Eléonore Le Dieu de Ville (generale di brigata);
- Jean-Denis Le Doyen (generale di brigata);
- François Roch Ledru des Essarts (generale di divisione)
- François Joseph Lefebvre, duca di Dantzig (Maresciallo dell'Impero);
- Marie Xavier Joseph Lefebvre, conte di Dantzig (generale di brigata);
- Simon Lefebvre (generale di brigata);
- Jacques Henri François Lefebvre de Ladonchamp (generale di brigata);
- Charles Lefebvre-Desnouettes (generale di divisione);
- Louis Hyacinthe Le Feron (generale di brigata);
- Étienne Nicolas Lefol (generale di divisione);
- Charles Auguste Philippe Lefort (generale di brigata);
- Frédéric Antoine Henri Le Fort (generale di brigata);
- Jacques Lefranc (generale di brigata);
- François Marie Guillaume Legendre d'Harvesse (generale di brigata);
- Pierre Joseph Légier (generale di brigata);
- Pierre Léglise (generale di brigata);
- Claude Juste Alexandre Legrand (generale di divisione);
- Étienne Legrand, barone di Mercey (generale di divisione);
- Louis Melchior Legrand (generale di brigata);
- Jean Hector Legros (generale di brigata);
- Maximin Legros (generale di brigata);
- François-Joseph Leguay (generale di brigata)
- François Leigonyer (generale di brigata);
- Louis-François Lejeune (generale di brigata);
- Adélaïde Blaise François Le Lièvre, conte e poi marchese di La Grange e di Fourilles (generale di divisione);
- Armand Charles Louis Le Lièvre, conte di La Grange (generale di divisione);
- André Joseph Lemaire (generale di divisione);
- Jean Léonor François Le Marois (generale di divisione);
- Louis Lemoine (generale di divisione);
- Louis René Le Mouton de Boisdeffre (generale di brigata);
- Marc-Antoine Lemoyne (generale di brigata);
- Charles Philibert de Lenglentier (generale di divisione);
- Auguste Nicolas Lenoir (generale di brigata);
- Michel Étienne François Lenoir de La Cochetière (generale di brigata)
- Henri Marie Lenoury detto Noury (generale di divisione);
- Joseph Placide Alexandre Léorier (generale di brigata);
- Jean-François Lepaige (generale di brigata);
- Guillaume Lepéduchelle, detto Péduchelle (generale di brigata)
- Louis Lepic (generale di divisione);
- Pierre Henri Lepin (generale di divisione);
- Joseph François Antoine Gabriel Lépine (generale di brigata);
- Louis Lequoy (generale di divisione);
- Albert Auguste Le Ris de La Chapelette (generale di brigata);
- Gabriel Jacques Lerivint (generale di brigata);
- Joseph Hervé Jean Le Roy de Préval (generale di brigata);
- Charles Louis Joseph de L'Escuyer, marquis d'Hagnicourt (generale di brigata);
- Georges Hippolyte Le Sénécal (generale di brigata);
- Louis Jean-Baptiste Leseur (generale di brigata);
- Augustin de Lespinasse (generale di divisione);
- Claude Aimable Vincent de Roqueplant de L'Estrade (generale di divisione);
- Joseph Mathurin Fidèle Lesuire, barone di Bizy (generale di brigata);
- Henri Letellier (generale di brigata);
- Louis Michel Letort (generale di divisione);
- François-Joseph Alexandre Letourneur (generale di brigata);
- François Louis Honoré Le Tourneur (generale di brigata);
- Jean François Leval (generale di divisione);
- Victor Levasseur, conte dell'Impero (generale di brigata);
- Joachim Joseph Levasseur de Neuilly (generale di brigata);
- Pierre Léon Levavasseur (generale di divisione);
- Jean Pierre Baptiste L'Eveillé (generale di brigata)
- Alexis Paul Michel Le Veneur de Tillières detto Leveneur, conte dell'Impero (generale di divisione);
- Louis Maris Levesque conte di Laferrière (generale di divisione);
- Joseph Placide Alexandre Levrier (generale di divisione);

### Lh - Li
- Pierre François Lhermitte d'Aubigny (generale di brigata);
- Samuel Lhéritier de Chézelles (generale di divisione);
- François Lhuillier de Hoff (generale di divisione);
- Charles Antoine Liébault (generale di brigata);
- Jean Jacques Liébert barone di Nitray (generale di divisione);
- François Liégard (generale di brigata);
- Louis Liger-Belair (generale di divisione);
- Pierre Gaston Henri de Livron (generale di brigata);
- René Charles Élisabeth de Ligniville (generale di divisione);
- Jean Dieudonné Lion (generale di divisione);

### Lo
- Pierre Charles Lochet (generale di brigata);
- Odon Nicolas Loeillot Demars (generale di brigata);
- Louis Henri Loison (generale di divisione);
- Antoine de Sagne de Lombard (generale di divisione);
- Louis Lonchamp (generale di brigata);
- Jean-Baptiste de Lorcet (generale di brigata);
- Jean Thomas Guillaume Lorge (generale di divisione);
- Jean-Claude Loubat de Bohan (generale di brigata);
- Nicolas de Loverdo (generale di divisione);

### Lu
- Thomas de Lubienski (generale di brigata)
- Nicolas de Luckner (Maresciallo di Francia);
- Edme Aimé Lucotte (generale di divisione);
- Denis Éloi Ludot (generale di brigata);
- Isidore Lynch (generale di divisione)

## M

### Ma
- Étienne Jacques Joseph Alexandre Macdonald, duca di Taranto (Maresciallo dell'Impero);
- Pierre Macon (generale di brigata);
- François Antoine Joseph Macors (generale di divisione);
- François Macquard (generale di divisione);
- Alexis Magellon de Lamorlière (generale di divisione);
- François Louis Magellon de Lamorlière (generale di divisione);
- Giuseppe Antonio Maria Michele Mainoni (generale di brigata);
- Simon Hubert Maire, detto Lemaire (generale di brigata);
- Nicolas Joseph Maison
- Philippe Joseph Malbrancq (generale di brigata);
- Claude François de Malet (generale di brigata);
- Pierre Antoine Anselme Malet (generale di brigata);
- Jean-Pierre Firmin Malher (generale di divisione);
- Marc Antoine Malleret, barone di Verteuil de Malleret (generale di divisione);
- François Théobald de Maltzan (generale di brigata);
- Étienne Bernard Malye (generale di brigata);
- Eugène Charles Auguste David de Mandeville (generale di brigata);
- Jean-Baptiste Mangin-Doins (generale di brigata);
- Charles Antoine Manhès (generale di divisione);
- Joseph Yves Manigault-Gaulois (generale di brigata);
- Jean-Baptiste Félix de Manscourt du Rozoy (generale di brigata);
- Jacques Charles de Manson (generale di brigata);
- Jean-Pierre Maransin (generale di divisione);
- Jean René Paul Blandine de Marassé (generale di divisione)
- Jean-Antoine Marbot (generale di divisione);
- Louis de Marcé (generale di divisione);
- François-Séverin Marceau-Desgraviers (generale di divisione)
- Edmé Pierre Louis Marchais (generale di brigata);
- Jean Gabriel Marchand (generale di divisione);
- Louis Auguste Marchand barone di Plauzonne (generale di brigata);
- Louis Thomas Marchant (generale di brigata);
- Théodore Melchior Marchant (generale di brigata);
- Mathieu Henri Marchant de La Houlière (generale di divisione)
- Armand Samuel de Marescot (generale di divisione);
- Pierre Margaron (generale di divisione);
- Jacques Philippe de Marguenat (generale di brigata);
- Jean Joseph Marguet (generale di brigata);
- Louis Auguste François Mariage, detto de Mériage (generale di brigata);
- Jacques-Barthélémy Marin (generale di brigata);
- Charles Stanislas Marion (generale di brigata);
- Frédéric Christophe Henri Pierre Claude Vagnair, detto Marizy (generale di brigata)
- Auguste Frédéric Louis Viesse de Marmont, duca di Ragusa (Maresciallo dell'Impero);
- Jacob François Marola, detto Marulaz (generale di divisione);
- Charles Pascalis de Martignac (generale di divisione);
- Pierre Martillière (generale di brigata);
- Joseph Magdelaine Martin (generale di brigata);
- Georges Alexandre Martuschewitz de Labedz (generale di brigata);
- Ferdinand Daniel Marx (generale di brigata);
- Jean-Baptiste Charles René Joseph du Mas de Polart (generale di divisione);
- André Masséna, duca di Rivoli, principe d'Essling (Maresciallo dell'Impero);
- Jean de Massia (generale di brigata);
- Honoré Louis Auguste Massol de Monteil (generale di divisione);
- Jean Augustin Masson (generale di brigata);
- Pierre Mataly, cavaliere di Maran (generale di brigata);
- Joseph Matenot, detto Matenotte o La Victoire (generale di brigata);
- Jean-Baptiste Martial Materre (generale di brigata);
- Jean Nicolas Éloi Mathis (generale di brigata);
- Jean-François Nicolas Maucomble (generale di brigata);
- Jean Mauco (generale di divisione);
- Pierre Adrien de Maudet (generale di divisione);
- Antoine Maugras (generale di brigata);
- Emmanuel Gabriel de Maulde (generale di brigata);
- François Maulmond (generale di brigata)
- Pierre Honoré Anne Maupetit (generale di brigata);
- Louis Joseph Maupoint, barone di Vandeul (generale di brigata);
- Anne Joseph Hippolyte de Maurès, conte di Malartic (generale di divisione);
- Nicolas Maurice, detto Dufort (generale di brigata);
- Antoine Maurin (generale di divisione);
- Henry Maury, detto Le Grâce (generale di brigata);
- Jean Adam Mayer (generale di brigata);
- Joseph Sébastien Mayer (generale di brigata);

### Me
- Charles Marc Louis de Mellet (generale di brigata);
- Antoine Menant (generale di brigata);
- Jean-François Xavier de Ménard (generale di divisione);
- François Xavier de Mengaud (generale di divisione);
- Jean-Baptiste Pierre Menne (generale di divisione);
- Jacques François de Menou, barone di Boussay (generale di divisione);
- Charles-Nicolas Méquillet (generale di divisione);
- Jean Nicolas Méquillet (generale di divisione);
- Pierre Hugues Victoire Merle (generale di divisione)
- Pierre Nicolas Merle de Beaulieu (generale di brigata)
- Antoine-François-Eugène Merlin (generale di divisione);
- Christophe Antoine Merlin (generale di divisione);
- Jean-Baptiste Gabriel Merlin (generale di brigata);
- Julien Auguste Joseph Mermet (generale di divisione);
- Antoine Mermet de Saint-Landry (generale di brigata);
- Jean Mesclop (generale di brigata);
- Jacques Mesnage (generale di brigata);
- Philippe Romain Ménard (generale di divisione);
- Benoît Meunier, barone di Saint-Clair (generale di divisione);
- Claude Marie Meunier (generale di divisione);
- Hugues Alexandre Joseph Meunier (generale di divisione);
- Hugues Meunier (generale di brigata);
- Jean-Baptiste Marie Meusnier de la Place (generale di divisione);
- Claude Meuziau (generale di divisione);
- Pierre Arnould Meyer (generale di divisione);
- Jean-Baptiste Maur Ange Montanus Joseph Rodolphe Eugène Meyer (generale di brigata);
- Bernard Meinrad Frédalin Joseph Philippe Nérée Jean-Baptiste Meyer de Schauensée (generale di brigata);
- Louis Henri René Meynadier (generale di divisione);
- Jean-Baptiste Meynier (generale di divisione);

### Mi
- Joseph de Miaczynski (generale di brigata);
- Jean-François Micas (generale di divisione);
- Claude Ignace François Michaud (generale di divisione);
- Jean Le Michaud d'Arçon
- Pierre Antoine Michaud (generale di divisione);
- Antoine Michaux (generale di brigata)
- Claude-Étienne Michel (generale di divisione);
- Jean-Baptiste Pierre Michel (generale di brigata);
- Jean Bernard Michel de Bellecour (generale di divisione);
- Jean Quirin de Mieszkowski (generale di brigata);
- Joseph Mignotte (generale di brigata)
- Jacques Louis François Milet (generale di brigata);
- Louis Marie Antoine Milet de Mureau, barone di Destouff (generale di divisione);
- Édouard Jean-Baptiste Milhaud (generale di divisione);
- Théodore François Millet (generale di brigata);
- Armand Louis Amélie Millet de Villeneuve (generale di divisione);
- Jean-Michel Alexandre de Millo (generale di brigata);
- Jean-Louis Toussaint Minot (generale di brigata);
- Balthazard de Miollis (generale di brigata);
- Sextius Alexandre François de Miollis (generale di divisione);
- Pierre André Miquel (generale di brigata);
- Guillaume Mirabel (generale di brigata);
- Francisco de Miranda (generale di divisione);
- Antoine René de Mirondel, detto Mirdonday (generale di brigata);
- François Mireur (generale di brigata);

### Mo
- Georges Alexis Mocquery (generale di divisione);
- Jean-Baptiste Molette, barone di Morangiès (generale di brigata);
- Jean Nicolas de Monard (generale di brigata)
- Bon Adrien Jeannot de Moncey, duca di Conegliano (Maresciallo dell'Impero);
- Georges Monet (generale di brigata);
- John Money (generale di brigata);
- François Bernard de Mongenet (generale di brigata);
- André Monleau (generale di brigata) (generale di brigata);
- Louis Claude Monnet de Lorbeau (generale di divisione);
- Jean Charles Monnier (generale di divisione);
- René Nicolas Monnier, detto Le Monnier (generale di divisione);
- Marie Pierre Hypolithe Monnyer de Prilly (generale di brigata);
- Joseph Monroux (generale di brigata);
- Marc René de Montalembert (generale di divisione);
- Alexandre Montbrun (generale di brigata);
- Louis-Pierre Montbrun (generale di divisione);
- Jean Étienne François Monter (generale di brigata);
- Anne Pierre de Montesquiou, marchese di Montesquiou-Fézensac (generale di divisione);
- Raymond Aymeric Philippe Joseph de Montesquiou, viconte puis duca di Montesquiou-Fézensac (generale di divisione);
- Philippe André François de Montesquiou-Marsan, conte di Montesquiou-Fézensac (generale di divisione);
- Jean Montfalcon (generale di divisione)
- Jacques de Montfort (generale di brigata);
- Charles Tristan de Montholon-Sémonville (generale di brigata);
- Louis-Adrien Brice De Montigny (generale di divisione);
- Mathieu Paul Louis de Montmorency, viconte di Laval (generale di brigata);
- Joseph Louis François Hyacinthe de Montredon (generale di divisione);
- Charles-Antoine-Louis-Alexis Morand (generale di divisione);
- Joseph Morand (generale di divisione);
- Pierre Morand du Puch il vecchio cavaliere di Grangeneuve (generale di divisione);
- Pierre Morand du Puch il giovane, cavaliere di Morand du Puch e dell'Impero (generale di brigata);
- Charles Morard de La Bayette de Galles (generale di divisione);
- Jean-Claude Moreau (generale di brigata);
- Jean-Victor Moreau(generale di divisione);
- Jean René Moreaux (generale di divisione);
- Denis Jacques de Moret seigneur du Jalet (generale di brigata);
- Jacques Polycarpe de Morgan (generale di divisione);
- Jean-Baptiste Louis Morin (generale di brigata);
- Pierre-Nicolas Morin (generale di brigata);
- Annet Morio de L'Isle (generale di brigata);
- Antoine Morlot (generale di divisione);
- Ange-Pierre Moroni (generale di brigata);
- Jean-Louis Olivier Mossel (generale di brigata);
- Robert Motte (generale di brigata);
- Adolphe Édouard Casimir Joseph Mortier, duca di Treviso (Maresciallo dell'Impero);
- Jean-Baptiste Moulin (generale di brigata);
- Jean-François Moulin (generale di divisione);
- André Mouret (generale di divisione);
- Pierre Mourier (generale di brigata);
- Barthélémy François Mousin (generale di divisione);
- Georges Mouton, conte di Lobau (generale di divisione);
- Régis Barthélemy Mouton-Duvernet (generale di divisione);
- Jacques Nicolas Moynat d'Auxon (generale di brigata);

### Mu
- François Müller (generale di divisione);
- Jacques Léonard Muller (generale di divisione);
- Louis Dominique Munnier (generale di divisione)
- Gioacchino Murat, granduca di Berg e di Clèves, re di Napoli (Maresciallo dell'Impero);
- David Maurice de Barreau-Champoulies de Muratel (generale di brigata);
- Jean-Bernard-Bourg-Gauthier de Murnan (generale di brigata);
- Benoît Pierre Charles de Musino, conte di Hamel (generale di divisione);
- Louis François Félix Musnier de La Converserie (generale di divisione);
- Jean-Charles Musquinet de Beaupré (generale di brigata);
- Ernest Albert Henri de Lubicz-Mylius (generale di brigata)

## N
- Henri Nadot-Fontenay (generale di divisione);
- Thomas Patris Nagle (generale di brigata);
- Étienne Marie Antoine Champion Nansouty (generale di divisione);
- James Napper Tandy (generale di brigata);
- Louis Marie Jacques Almaric de Narbonne Lara (generale di divisione);
- Alexandre-Pierre Navelet de La Massonnière (generale di brigata);
- Étienne Henri Christophe Nayrod (generale di brigata);
- François-Marie-Casimir Négrier
- Gabriel Neigre (generale di divisione);
- Pierre-Michel Nempde-Dupoyet (generale di brigata);
- Emmanuel Michel Bertrand Gaspard Neuhaus, detto Maisonneuve (generale di divisione);
- Joachim Joseph Neuilly (generale di brigata);
- Joseph Victorin Nevinger (generale di divisione);
- Michel Ney, duca d'Elchingen, principe della Moscova (Maresciallo dell'Impero);
- Jean Nicolas (generale di brigata);
- Louis Marc Antoine de Noailles (generale di brigata);
- Pierre Noël (generale di brigata);
- Antoine Noguès (generale di brigata);
- Jean-François Xavier Noguès (generale di divisione);
- Jean-Baptiste Noirot (generale di brigata);
- Jean-Gaspard Normand (generale di brigata);
- Henri Marie Le Noury, detto Noury (generale di divisione);
- Jean-Baptiste Nouvion (generale di brigata);
- Charles Joseph de Nozières d'Envezin, conte di Rosières (generale di divisione);
- Léopold Anne-Marie Joseph de Nucé (generale di brigata);
- Cyr Nugues detto Saint-Cyr-Nugues (generale di divisione)

## O
- Marc Antoine Marie Obert (generale di divisione);
- Arthur O'Connor (generale di divisione);
- François-Joseph d'Offenstein (generale di divisione (1793-1794) e generale di brigata (1807-1816));
- Patrice O'Keeffe (generale di brigata);
- André Louis Olagnier (generale di divisione);
- Jean-Baptiste Olivié, detto Olivier (generale di divisione);
- Jean-Baptiste Louis Philippe de Félix d'Ollières de Sainte-Maime, conte di Muy (generale di divisione);
- Daniel Thomas Olry de Valcin (generale di brigata);
- Guillaume O'Meara (generale di brigata);
- Thomas O'Meara, conte di Baane (generale di brigata);
- Jacques O'Moran (generale di divisione);
- Jean O'Neill (generale di brigata);
- Louis Joseph Opsomer (generale di brigata);
- Michel Ordener (generale di divisione);
- Louis Ordonneau (generale di divisione);
- Luigi Filippo II di Borbone-Orléans, duca d'Orléans (generale di divisione);
- Luigi Filippo di Francia, duca di Chartres poi duca d'Orléans e re dei francesi (generale di divisione);
- François Léon Ormancey (generale di brigata);
- Philippe Antoine d'Ornano (Maresciallo di Francia);
- Jean-François Louis Marie Albert d'Orsay (generale di divisione);
- David Ortlieb (generale di brigata);
- Richard O'Shée (generale di brigata);
- Christophe Ossvald (generale di brigata);
- Pierre-Jacques Osten (generale di brigata);
- Jacques Philippe Ottavi (generale di brigata);
- Raymond César Oubxet, detto César (generale di brigata);
- Ignace Laurent Joseph Stanislas d'Oullenbourg (generale di divisione)

## P

### Pa
- Louis Michel Pac di Gozdawa (generale di divisione);
- Michel Marie Pacthod (generale di divisione);
- François Marie Sébastien Pageot (generale di divisione);
- Joseph Pagès (generale di brigata);
- Joseph Paignat (generale di divisione);
- Pierre Claude Pajol (generale di divisione);
- Nicolas Augustin Paliard, detto Paillard (generale di brigata);
- François Joseph Antoine Bertrand de Palmarole (generale di brigata);
- Henri Dominique Marius de Palys (generale di brigata);
- Emmanuel Ignace Pamplona (generale di divisione);
- Claude Marie Joseph Pannetier, conte di Valdotte (generale di divisione);
- Filippo Antonio Pasquale di Paoli (generale di divisione);
- Claude Étienne Paquin de Vauzlemont (generale di brigata);
- Joseph Paradis (generale di brigata);
- Barthélémy Étienne Parant (generale di brigata);
- Pierre-Mathieu Parein du Mesnil (generale di brigata);
- Marie Auguste Paris (generale di divisione);
- Antoine Marie Paris d'Illins (generale di brigata);
- Thomas Camille Gaëtan Paroletti (generale di brigata);
- François Parra (generale di brigata);
- Louis Partouneaux (generale di divisione);
- Joseph Sécret Pascal-Vallongue (generale di brigata);
- Eustache Hubert Passinges, chevalier de Préchamps (generale di brigata);
- Yves Marie Pastol, barone di Kéramelin (generale di brigata);
- Philippe Joseph Patel (generale di brigata);
- Marc Gaspard Abraham Paulet de La Bastide (generale di brigata);
- Pierre Louis François Paultre de Lamotte (generale di divisione);

### Pe
- Mathieu Péalardy, detto Pélardy (generale di divisione);
- Marc Nicolas Louis Pécheux (generale di divisione);
- Guillaume Alexandre Thomas Pégot (generale di brigata);
- Jean Gaudens Claude Pégot (generale di brigata)
- Jean-Jacques Germain Pelet-Clozeau (generale di divisione);
- Jean-Louis Pellapra (generale di brigata);
- Joseph Pellegrin de Millon (generale di brigata);
- Pierre Pelleport (generale di divisione);
- Aimé Sulpice Victor Pelletier, barone di Montmarie (generale di brigata);
- Louis François Elie Pelletier, conte di Montmarie (generale di divisione);
- Jean-Baptiste Pelletier (generale di divisione);
- Louis Pelletier (generale di brigata);
- Raymond Pierre Penne (generale di brigata);
- Joseph Pépin (generale di brigata);
- Jean-Claude Pergaud (generale di brigata);
- Bernard Peri (generale di brigata);
- Catherine Dominique de Pérignon (Maresciallo dell'Impero);
- Joseph Marie de Pernety (generale di divisione);
- André Thomas Perreimond o Pereymont (generale di divisione);
- Joseph Perrin (generale di brigata);
- Claude-Victor Perrin (Maresciallo dell'Impero);
- Octave Claude Emile Perrodon (generale di divisione);
- Joseph Hélie Désiré Perruquet de Montrichard (generale di divisione);
- Charles Bernard Joseph Persin de La Valette, marchese di Montgaillard (generale di brigata);
- César Pierre Pestalozzi (generale di brigata);
- Paul Louis Joseph Peterinck (generale di brigata);
- Augustin Louis Petiet (generale di brigata);
- Claude Petit (generale di brigata);
- Jean Martin Petit (generale di divisione);
- Pierre Petitguillaume (generale di divisione);
- Pierre Étienne Petitot (generale di brigata);
- Pierre Charles Petou-Desnoyers (generale di brigata);
- André Pacifique Peyre (generale di brigata);
- Louis Hippolyte Peyron (generale di brigata);
- Armand Philippon (generale di divisione);

### Pi
- Jean-Pierre Piat (generale di brigata);
- Joseph Denis Picard (generale di divisione)
- Joseph Picard (generale di brigata);
- Jean-Charles Pichegru (generale di divisione);
- Étienne Guillaume Picot de Bazus (generale di divisione);
- Cyrille Simon Picquet (generale di divisione);
- Adrien Nicolas Piédefer, marchese di La Salle (generale di brigata);
- Nicolas Pierquin (generale di brigata);
- Jean Ignace Pierre (generale di brigata);
- Elie Marie Pierron (generale di divisione)
- Jean Joseph Magdeleine Pijon (generale di brigata);
- Louis Antoine Pille (generale di divisione);
- Jacques Marguerite Pilotte, barone di La Barolière (generale di divisione);
- Jean Daniel Pinet de Borde-Desforêts (generale di brigata);
- Jean Pinet de Saint-Naixent (generale di brigata);
- Jean Simon Pierre Pinon (generale di brigata);
- Agathon Pinot, chevalier du Petit-Bois (generale di brigata);
- Pierre-Armand Pinoteau (generale di brigata);
- Mémie Pinteville (generale di brigata);
- Pierre Alexis de Pinteville (generale di brigata);
- Alexandre Jean-Batiste Piochard, conte d'Arblay (generale di divisione);
- Joseph Piston (generale di divisione);
- Louis Jean Plaideux (generale di brigata)
- Louis Augustin Plicque (generale di brigata);

### Po
- Pierre Poinsot de Chansac (generale di divisione);
- François Hilarion Point (generale di brigata);
- Gabriel Adrien Marie Poissonnier Desperrières (generale di brigata);
- Jean Étienne Casimir Poitevin de Maureilhan (generale di divisione);
- François René Jean de Pommereul (generale di divisione);
- André Poncet (generale di divisione);
- Antoine François Poncet de La Cour de Maupas (generale di brigata);
- Józef Antoni Poniatowski di Ciolek, principe (Maresciallo dell'Impero);
- Jean-Marie Ponsard (generale di brigata);
- Antoine Louis Popon, barone di Maucune (generale di divisione)
- Paul Jean-Baptiste Poret de Morvan (generale di brigata);
- Jean-François Porson (generale di brigata);
- Jean-Pierre Portschy, detto Mercier (generale di brigata);
- Étienne François Raymond Pouchelon (generale di brigata);
- Pierre Guillaume Pouchin de la Roche (generale di brigata);
- Jean Pierre Pouget (generale di divisione);
- François René Cailloux, detto Pouget (generale di brigata);
- Bernard Pourailly (generale di brigata);
- Charles Pierre Pourcin (generale di brigata);
- Antoine Eléonor Pouthier de Gouhelans (generale di brigata);
- Pierre Charles Pouzet, barone di Saint-Charles (generale di brigata);

### Pr
- Jean André Praefke (generale di brigata);
- Jean Charles Prestat (generale di brigata);
- Claude Antoine Hippolyte de Préval (generale di divisione);
- Pierre Dominique Prévost (generale di brigata);
- Jean Étienne Philibert de Prez de Crassier (generale di divisione);
- Claude Prost (generale di brigata);
- Guillaume Marcelin Proteau (generale di brigata);
- Jean Proteau (generale di brigata);
- Gilbert Prudon (generale di brigata);
- Ythier Silvain Pryvé (generale di brigata);

### Pu
- Hilarion Paul François Bienvenu du Puget, marchese di Barbentane (generale di divisione);
- Edmé Jean Antoine du Puget d'Orval (generale di brigata)
- Charles Joseph Randon de Malboissière de Pully (generale di divisione);
- Joseph Puniet de Montfort (generale di brigata)
- Jacques Pierre Louis Marie Joseph Puthod (generale di divisione)

## Q
- Pierre Quantin (generale di divisione);
- Paul Yves Bernard de Quélen de Stuer de Caussade, conte e poi duca di La Vauguyon (generale di divisione);
- François Jean Baptiste Quesnel du Torpt (generale di divisione);
- Jacques Quétard de La Porte (generale di brigata);
- Pierre Quétineau (generale di brigata);
- Mathieu Queunot (generale di brigata);
- Gabriel Queyssat (generale di brigata);
- Jean Charles Quinette de Cernay (generale di brigata);
- Joachim Jérôme Quiot du Passage (generale di divisione)

## R

### Ra
- Charles Joseph Constantin Radermacher (generale di brigata);
- Étienne Radet (generale di divisione);
- Nicolas Raffet (generale di brigata);
- François Rambeaud (generale di brigata);
- Gabriel Pierre de Rambourgt (generale di brigata);
- Jean-Pierre Ramel il vecchio (generale di brigata);
- Jean-Pierre Ramel (generale di brigata);
- Jean-Marie Vital Ramey de Sugny (generale di divisione);
- Antoine-Guillaume Rampon (generale di divisione);
- Charles Joseph Randon de Malboissière, conte di Pully (generale di divisione);
- Jean-Pierre de Ransonnet-Bosford (generale di brigata);
- Charles-François Raoul (generale di brigata);
- Marie Étienne de Raphélis, conte di Roquesante (generale di brigata);
- Jean Rapp (generale di divisione);
- Jean-François de Ravel de Puycontal (generale di brigata);
- Jean-Baptiste Ambroise Ravier (generale di brigata);
- Alexis Joseph Ravier de Jullière (generale di brigata);
- Jean Nicolas Razout (generale di divisione)

### Re
- Simon Recordon (generale di brigata);
- Charles Christophe Joseph Louis Reding de Biberegg (generale di brigata);
- Jean Joseph Édouard Reed (generale di brigata);
- Alexandre de Rège, conte di Gifflenga (generale di divisione);
- Jean Louis Christophe Régnier (generale di divisione);
- Pierre François Joseph Régnier (generale di brigata);
- Honoré Charles Reille (generale di divisione e dal 1847 Maresciallo di Francia);
- Marie Antoine de Reiset (generale di divisione);
- Victor Urbain Rémond (generale di brigata);
- Charles-François Remond, detto Remonda (generale di brigata);
- Brice Jean-Baptiste Renard (generale di brigata);
- Antoine François Renaud (generale di brigata);
- Jean Gaspard Pascal René (generale di brigata);
- Michel Reneauld (generale di divisione);
- Jean Charles Renouard (generale di brigata);
- André de Resnier (generale di brigata);
- André Guillaume Resnier-Goué (generale di brigata);
- Henri Thomas Reubell (generale di divisione);
- Jean-Jacques Reubell (generale di brigata);
- Henri de Reuss-Schleiz (generale di brigata);
- Jean Revest (generale di brigata);
- Gabriel-Venance Rey (generale di divisione);
- Guillaume Rey (generale di brigata);
- Jean-André Rey (generale di brigata);
- Jean-Pierre-Antoine Rey (generale di brigata)
- Louis Emmanuel Rey (generale di divisione);
- Hilaire Benoît Reynaud (generale di brigata);
- Nicolas Reynaud (generale di brigata);
- Jean Louis Ebénézer Reynier (generale di divisione);
- Julien Charles Louis Rheinwald (generale di brigata)

### Ri
- Nicolas Xavier de Ricard (generale di brigata);
- Étienne Pierre Sylvestre Ricard (generale di divisione);
- Gabriel Marie de Riccé (generale di brigata);
- Joseph Léonard Richard (generale di brigata);
- Jérôme Étienne Marie Richardot (generale di brigata);
- Antoine Richepanse o Richepanse, (generale di divisione);
- Henri Richon (generale di brigata);
- Jean-Louis Richter (generale di divisione);
- Jean-Baptiste André Rifflet (generale di brigata);
- Antoine Rigau o Rigaux (generale di brigata);
- André Rigaud (generale di brigata);
- Antoine Rignoux (generale di brigata);
- Archange Louis Rioult-Davenay (generale di brigata);
- Jean-Marie Ritay (generale di brigata);
- Jean Rivaud (generale di divisione)
- Olivier Macoux Rivaud de la Raffinière (generale di divisione);
- Pierre Emmanuel Jacques de Rivaz (generale di brigata);
- Jean-Baptiste Rivet (generale di brigata)

### Ro
- Jean-Baptiste Robert (generale di divisione);
- Jean Gilles André Robert (generale di brigata);
- Joseph Louis Armand Robert (generale di divisione);
- Louis Benoît Robert (generale di brigata);
- Simon Robert (generale di brigata);
- Antoine Joseph Robin (generale di divisione)
- Étienne François Rocbert, barone di Lamorendière-Ducoudray (generale di brigata);
- Jean Marie Donatien de Vimeur de Rochambeau (generale di divisione);
- Jean-François Rochedragon (generale di brigata);
- Jean-Pierre-Maurice de Rochon (generale di brigata);
- Emmanuel Gervais de Roergaz de Serviez (generale di brigata);
- Antoine Roest d'Alkemade (generale di brigata);
- Jean-Baptiste Roger de Lacoustande (generale di brigata);
- Mansuy Dominique Roget, barone di Belloguet (generale di divisione);
- Joseph Rogniat (generale di divisione);
- Louis Joseph Marie Rogon de Carcaradec (generale di brigata);
- François Roguet (generale di divisione);
- Césaire Antoine Roize (generale di brigata);
- Claude Roize (generale di brigata)
- Jacques Roland (generale di brigata);
- Pierre Jacques Nicolas Rolland (generale di brigata);
- Balthazar Romand (generale di brigata);
- Joseph Romanet, cavaliere di Caillaud (generale di brigata);
- Albert Marie de Romé (generale di brigata);
- Jean-François Rome (generale di brigata);
- Jacques Alexandre Romeuf (generale di brigata)
- Jean Louis Romeuf (generale di brigata);
- Charles Philippe Ronsin (generale di divisione);
- François Marie Clément de la Roncière (generale di divisione);
- Pierre François Gabriel Ronzier (generale di brigata);
- Nicolas Roque, detto La Roque (generale di brigata);
- Paul Louis Antoine de Rosières (generale di divisione);
- Hippolyte Marie Guillaume de Rosnyvinen, conte di Piré (generale di divisione);
- Giuseppe Tommaso Rossetti (generale di brigata);
- Don Gratio Rossi (generale di brigata);
- Antoine François de Rossi (generale di divisione);
- Camille de Rossi (generale di divisione);
- Jean Antoine Rossignol (generale di divisione);
- Philippe Joseph de Rostaing (generale di divisione)
- Claude Rostollant (generale di brigata)
- Henri Rottembourg (generale di divisione);
- Pierre Rouché, detto Jacob (generale di divisione);
- Pierre-Michel Rouelle (generale di brigata);
- Antoine Rougé (generale di brigata);
- Jean Grégoire Barthélemy Rouger, barone di Laplane (generale di divisione);
- Claude Pierre Rouget (generale di brigata);
- Henri Victor Roulland (generale di brigata);
- Guillaume Charles Rousseau (generale di brigata);
- Antoine Alexandre Rousseaux (generale di divisione)
- François Xavier Roussel (generale di brigata);
- Jean Charles Roussel (generale di brigata);
- Charles Alexandre Louis Roussel de Saint-Rémy (generale di divisione);
- Nicolas François Roussel d'Hurbal (generale di divisione);
- Pierre Roux de Fazillac (generale di brigata);
- Philibert François Rouxel de Blanchelande (generale di brigata);
- Charles Étienne Rouyer (generale di brigata);
- Jean-Pascal Rouyer (generale di brigata);
- Jean Victor Rouyer, barone di Saint-Victor (generale di brigata)
- Marie François Rouyer (generale di divisione);
- Joseph Stanislas François Xavier Alexis de Rovère de Fontvielle (generale di brigata)

### Ru
- Jean-Baptiste André Isidore Ruault de La Bonnerie (generale di brigata);
- Sébastien Ruby (generale di brigata);
- Louis Jacques Ruelle de Santerre (generale di brigata)
- François Amable Ruffin (generale di divisione);
- Jean-Baptiste Dominique Rusca (generale di brigata);
- Ernest de Ruttemberg (generale di brigata);
- Charles Étienne François Ruty (generale di divisione)

## S

### Sa
- Joseph François Claude de Sabardin (generale di brigata);
- Bonaventure Hippolyte Sabatier (generale di brigata);
- Jean Isaac Sabatier (generale di brigata);
- Just Pasteur Sabatier (generale di brigata);
- Christophe-Cortasse de Sablonet (generale di brigata);
- Georges Philippe Saboureux de Fontenay (generale di brigata);
- Jacques Henri de Sabrevois d'Oyenville (generale di brigata)
- Louis Michel Antoine Sahuc (generale di divisione);
- Jean Joseph François Léonard Sahuguet Damarzit de Laroche, o d'Amarzit de Laroche (generale di divisione);
- Mathieu Pierre Paul Saignes, detto Michel (generale di brigata);
- Gilbert Joseph Martin Bruneteau de Sainte-Suzanne (generale di divisione);
- Jean Marie Noël Delisle de Falcon de Saint-Geniès (generale di divisione);
- Charles Barthélemy de Saint-Fief (generale di brigata);
- Antoine Louis Decrest de Saint-Germain (generale di divisione);
- Jean-Pierre Aaron Seimandy de Saint-Gervais (generale di brigata);
- Louis Charles Vincent Le Blond de Saint-Hilaire (generale di divisione);
- Antoine Saint-Hillier (generale di divisione);
- François Joseph de Saint-Jean, barone di Pointis (generale di brigata);
- Louis Joseph Auguste Gabriel de Saint-Laurent (generale di divisione);
- Alexis Saint-Martin (generale di brigata);
- Jacques Louis Saint-Martin (generale di brigata);
- Jean Étienne de Saint-Martin (generale di brigata);
- David Maurice Joseph Mathieu de Saint-Maurice puis de La Redorte (generale di divisione);
- François-Houzé de Saint-Paul (generale di brigata);
- Claude Marie de Saint-Quentin (generale di brigata);
- Maurice Louis Saint-Rémy (generale di brigata);
- Raymond Gaspard de Bonardi de Saint-Sulpice (generale di divisione);
- Charles-Marie-Robert conte d'Escorches de Sainte Croix (generale di brigata);
- Charles Saligny (generale di divisione);
- Jean-Baptiste Salm, detto François Salme (generale di brigata);
- François Nicolas de Salomon (generale di divisione)
- Antoine Salva (generale di brigata);
- Thomas Chegaray de Sandos (generale di brigata);
- Claude François Thomas Sandoz (generale di brigata);
- Nicolas-Antoine Sanson (generale di divisione);
- Antoine Joseph Santerre (generale di divisione);
- Jean Sarrazin (generale di divisione);
- Henri Amable Alexandre de Sarret (generale di brigata);
- Jacques Thomas Sarrut (generale di divisione);
- Adrien Joseph Saudeur (generale di brigata);
- Louis François Saunier (generale di divisione);
- Pierre François Sauret de la Borie (generale di divisione);
- Jean Charles Sauriat (generale di brigata);
- François Jean Sautter (generale di brigata);
- Anne Jean Marie René Savary, duca di Rovigo (generale di divisione);
- Jean-Baptiste Saviot (generale di brigata);
- Jean-Baptiste Auguste Reynaud de Savournin (generale di brigata);
- George Ernst de Sayn et Wittgenstein (generale di brigata);

### Sc
- Marie Paul Alexandre César de Scépeaux de Bois-Guignot (generale di brigata);
- François Ignace Schaal (generale di divisione);
- Christian Henri Schaeffer (generale di brigata);
- François Schall (generale di divisione);
- Alexis Balthazar Henri Antoine Schauenburg (generale di divisione);
- Nicolas Joseph Schelfauldt, detto Scalfort (generale di brigata);
- Marc Amand Elisée Scherb (generale di brigata)
- Barthélemy Louis Joseph Schérer (generale di divisione);
- Jean Jacques Schilt (generale di brigata);
- Joseph François Ignace Maximilien Schiner (generale di divisione);
- Jean-Baptiste Schlachter (generale di brigata);
- Nicolas Schmitz, (generale di brigata)
- Virgile Schneider, général
- Laurent Schobert (generale di brigata);
- Charles Jean Theodore Schoenmezel (generale di brigata);
- Nicolas Joseph Schreiber (generale di brigata)
- Jean Adam Schramm (generale di divisione);
- Jean Paul Adam Schramm (generale di divisione);
- François Xavier de Schwarz (generale di brigata);
- Henri César Auguste Schwiter (generale di brigata);

### Se
- Horace François Bastien Sebastiani de la Porta (generale di divisione);
- Étienne Vincent de Sédillot de Fontaine (generale di brigata);
- Jacques Marie Blaise de Segond de Sederon (generale di brigata);
- Louis-Philippe de Ségur d'Auguesseau (generale di brigata);
- Philippe Paul de Ségur (generale di divisione);
- Jean-Baptiste Pierre de Semellé (generale di divisione);
- Alexandre-François de Senarmont (generale di divisione);
- Alexandre-Antoine Hureau de Sénarmont (generale di divisione);
- Louis Thomas Senneton de Chermont (generale di brigata);
- Philippe Joseph Victoire de Senneville (generale di brigata);
- Charles Guillaume Sepher (generale di brigata);
- Jean Mathieu Séras (generale di divisione);
- Charles Catherin Sériziat (generale di brigata);
- Denis Étienne Seron (generale di brigata);
- Jean-Baptiste Seroux d'Agincourt (generale di brigata);
- Jean Nicolas Seroux de Fay (generale di divisione);
- Joseph Serrant (generale di brigata);
- Joseph François Régis Camille de Serre de Gras (generale di brigata)
- Jean Mathieu Philibert Sérurier (Maresciallo dell'Impero);
- Joseph Servan de Gerbey (generale di divisione)
- Philippe Eustache Louis Severoli (generale di divisione);
- Dominique Sheldon (generale di divisione);

### Si
- Jacques François Sibot, detto Sibaud (generale di brigata);
- Benoît Prosper Sibuet (generale di brigata);
- Joseph Victorin Sicard (generale di brigata);
- Jean Julien Sierawski di Gozdawa (generale di brigata);
- Pierre Louis François Silly (generale di brigata);
- Jean-Louis Simien (generale di brigata);
- François Martin Valentin Simmer (generale di divisione);
- Édouard François Simon (generale di divisione);
- Henri Simon (generale di brigata);
- François Simon-Grandchamps (generale di brigata);
- Pierre Joseph Victor Simonneau (generale di brigata);
- Léopold Prosper Philibert Sionville (generale di brigata);
- Jean-Baptiste de Bressolles de Siscé (generale di brigata);
- Michel François de Sistrières, baron e poi conte di Murat (generale di brigata);
- Marc Slivarich de Heldenbourg (generale di brigata);

### So
- Michel Sokolnicki di Nowina, conte (generale di brigata);
- Pierre Sol-Beauclair (generale di brigata);
- Guillaume Soland (generale di brigata)
- Jean-Baptiste Solignac (generale di divisione);
- Gabriel de Sombs de Fajac (generale di brigata);
- Justinien Victor Somis (generale di divisione);
- Jean-Marie Songeon (generale di brigata);
- Charles Louis Didier Songis l'Aîné (generale di divisione)
- Nicolas Marie Songis des Courbons (generale di divisione);
- Louis Charles Barthélémy Sopransi (generale di brigata);
- Jean Barthélemot de Sorbier (generale di divisione);
- Jean Joseph Augustin Sorbier (generale di brigata);
- Nicolas Thomas Sorlus-Crause (generale di brigata);
- Joseph Sorlus de Bart (generale di brigata);
- Joseph Souham (generale di divisione);
- Antoine Soulérac (generale di brigata);
- Jérôme Soulès (generale di brigata);
- Jean Antoine Soulier (generale di brigata);
- Jean-Jacques François de Soulier (generale di brigata);
- Nicolas Jean-de-Dieu Soult, duca di Dalmazia (Maresciallo dell'Impero);
- Pierre Benoît Soult (generale di divisione);
- Jean-Louis Soye (generale di brigata);
- Louis Stanislas Xavier Soyez (generale di brigata);
- Alexandre Séraphin Joseph de Sparre (generale di divisione)
- Louis Ernest Joseph de Sparre (generale di divisione);
- Nicolas Philippe Xavier Spital (generale di brigata);

### St-Su
- Jean André Stedman (generale di brigata);
- Henri Christian Michel de Stengel (generale di divisione);
- Louis Stephan (generale di brigata)
- Henri Christian Michel Stengel (generale di divisione);
- Maximilien Ferdinand Thomas Stettenhofen (generale di divisione);
- Adrien Guillaume Storm de Grave (generale di brigata);
- Jean-Baptiste Alexandre Strolz (generale di divisione);
- Jacques Gervais Subervie (generale di divisione);
- Louis Gabriel Suchet, duc d'Albufera (Maresciallo dell'Impero);
- Louis Suden (generale di brigata);
- Jean Sultzmann (generale di brigata);
- Louis Surreau de Calbecq (generale di brigata);
- François Suzamicq (generale di brigata)

## T
- Alexandre Camille Taponier (generale di divisione);
- Jean Joseph Tarayre (generale di divisione);
- Jean-Henri Robert Tascher de La Pagerie (generale di brigata);
- Éloi Charlemagne Taupin (generale di divisione);
- Albert Louis Valentin Taviel (generale di divisione);
- Jean du Teil de Beaumont, cavaliere di Teil (generale di divisione);
- Germain-Felix Tennet de Laubadère (generale di brigata);
- Denis Terreyre (generale di brigata);
- Jacques Terrier, barone di Palante (generale di brigata);
- François Antoine Teste (generale di divisione);
- Marc Bruno Teste (generale di brigata);
- Raymond Jean-Baptiste Teulet (generale di brigata);
- Jean Victor Tharreau (generale di divisione);
- Louis Marie Joseph Thévenet (generale di brigata);
- François Thévenot (generale di brigata);
- Jean Thévet de Lessert (generale di brigata)
- Paul Charles François Adrien Henri Dieudonné Thiébault(generale di divisione);
- Jean-François Thierry (generale di divisione);
- Charles Désiré Thimonet des Gaudières (generale di brigata);
- François Thirion (generale di divisione);
- Nicolas Marin Thiry (generale di brigata);
- Jean-Baptiste Tholmé (generale di brigata);
- David Alexis Tholosé (generale di brigata);
- Jean Thomas (generale di brigata);
- Adrien Martial Thomas de Saint-Henry (generale di brigata);
- Jean Guillaume Barthélemy Thomières (generale di brigata);
- Pierre Jacques Thorin de La Thanne (generale di brigata);
- Louis Adrien Théodore Thory (generale di brigata);
- Jacques Thouvenot (generale di brigata);
- Pierre Thouvenot (generale di divisione);
- Henri Joseph Thurning de Ryss (generale di brigata)
- Jacques Louis François Delaistre Tilly (generale di divisione);
- Jean-Baptiste Cyrus Martin Adélaïde de Timbrune de Thiembronne, visconte e poi conte di Valencia (generale di divisione);
- Ralph Dundas Tindal (generale di divisione);
- Louis Tirlet (generale di divisione);
- Mathieu Tisson (generale di brigata);
- Joseph de Tolinski (generale di brigata);
- Louis de Tolozan (generale di brigata)
- Louis De Tolzan (generale di brigata);
- Anne Edmé Alexandre de Toulongeon (generale di brigata);
- Hippolyte-Jean-René de Toulongeon (generale di divisione);
- Charles Bertin Gaston Chapuis de Tourville (generale di divisione);
- Antoine Étienne de Tousard (generale di brigata);
- Jean-François Toussaint (generale di brigata);
- Pierre Dominique Toussaint, detto Toussaint-Louverture (generale di divisione);
- Étienne Jacques Travers, barone di Jever (generale di brigata);
- Jean-Pierre Travot (generale di divisione);
- Pierre Jean Treich des Farges (generale di brigata);
- Anne François Trelliard (generale di divisione);
- Louis Jean David Trésor du Bactot (generale di brigata);
- Camille Alphonse Trézel (generale di divisione);
- Joseph Triaire (generale di brigata);
- Auguste Joseph Tribout (generale di divisione);
- François Laurent Tricotel (generale di brigata);
- Claude Sébastien Trochereau de Boullay (generale di brigata);
- Charles Trouard de Riolles (generale di brigata);
- Laurent Jean-François Truguet (ammiraglio);
- André Tudier (generale di brigata);
- Jean-Henri Charles Joseph Tugnot de Lanoye (generale di brigata);
- Augustin Tuncq (generale di divisione);
- Louis Marie Turreau de Garambouville, barone di Linières (generale di divisione)

## U
- Louis Jean Charles Urtubie (generale di brigata);
- Joseph François Jean-Baptiste d'Urre de Molans (generale di divisione);
- Théodore Bernard Simon Durtubisse, detto d'Urtubie de Rogicourt (generale di brigata)

## V
- Marc-Antoine Coban, detto Vabre (generale di brigata);
- François Vachot (generale di brigata);
- Martial Vachot (generale di divisione);
- Jean-Baptiste Vaillant (generale di brigata);
- François Valentin (generale di brigata);
- Antoine Joseph Marie de Valette (generale di brigata);
- Paul Isaïe Valframbert (generale di brigata)
- Jean-Marie Mellon Roger Valhubert (generale di brigata);
- Jean André Valletaux (generale di brigata);
- Gabriel Théodore Vallier de Lapeyrouse (generale di brigata);
- Louis Vallin (generale di divisione);
- Guy Louis Henri de Valory (generale di brigata)
- François Valterre (generale di brigata);
- Dominique-Joseph René Vandamme, conte d'Unsebourg (generale di divisione);
- Anthony Boldewijn Gijsbert van Dedem van den Gelder (generale di divisione);
- Lubin Martin Vandermaesen (generale di divisione);
- Adrien Van Helden (generale di brigata);
- Dirk Van Hogendorp (generale di divisione);
- Jean Baptiste Van Merlen (generale di brigata);
- Albert Van Ryssel (generale di brigata);
- Onno Xavier Van Sandick (generale di brigata);
- Louis-Prix Varé (generale di brigata);
- Marie Louis de Varennes (generale di brigata);
- Jean-Pierre Varin (generale di brigata)
- Louis Vasserot (generale di divisione);
- Achille Victor Fortuné de Vaufreland-Piscatory (generale di brigata);
- Antoine Joseph Veaux (generale di divisione);
- Dominique Honoré Antoine Vedel (generale di divisione);
- Paul Verbigier de Saint-Paul (generale di brigata);
- Jean Antoine Verdier (generale di divisione);
- Pierre François Verger-Dubareau, detto Verger-Desbarreaux (generale di brigata);
- François de Vergès (generale di brigata);
- Jean-Marie Vergez (generale di brigata);
- Jacques Paul Vergnes (generale di brigata);
- Pierre François Verne (generale di brigata);
- François Vernier (generale di brigata);
- César Verny, detto Vernier (generale di brigata);
- Claude Vezu (generale di divisione);
- Honoré Vial (generale di divisione);
- Jacques Laurent Louis Augustin Vial (generale di divisione)
- Jean-Baptiste Théodore Vialanes (generale di brigata);
- Charles Guillaume Vial d'Alais (generale di brigata);
- Sébastien Viala (generale di brigata);
- Jean-Baptiste Théodore Viallanes (generale di brigata);
- Pierre Vialle (generale di divisione)
- François Pierre de Viantaix (generale di brigata);
- Louis Joseph Vichery (generale di divisione);
- Pierre Marie Gabriel Vidalot du Sirat (generale di brigata);
- Georges Michel Vietinghoff (generale di divisione);
- Jean-Louis de Vieusseux (generale di brigata);
- François Félix Vignes (generale di brigata);
- Martin Vignolle (generale di divisione);
- Jean-Marie de Villaret-Joyeuse (generale di brigata);
- Eugène-Casimir Villatte, baron e poi conte d'Outremont (generale di divisione);
- Jean-Louis Villatte (generale di brigata);
- Claude Germain Louis de Villiers (generale di divisione);
- Pierre Justin Marchand de Villionne (generale di brigata);
- Jean Joseph Villot (generale di brigata);
- Michel Villot, detto de La Tour (generale di brigata);
- Donatien-Marie-Joseph de Rochambeau, visconte di de Vimeur, figlio di Jean Marie Donatien de Vimeur de Rochambeau (generale di divisione);
- Louis Antoine Vimeux (generale di divisione);
- Henri Catherine Balthazard Vincent (generale di divisione);
- Humbert Marie Vincent (generale di brigata);
- Luc Antoine Vincent (generale di brigata);
- Rémy Vincent (generale di divisione)
- Gilbert Julian Vinot (generale di brigata);
- François Charles Vireau de Sombreuil (generale di divisione);
- Étienne Louis Vital (generale di brigata);
- Guillaume Raymond Amant Viviès, barone di La Prade (generale di brigata);
- Johann Hendrick Voet (generale di divisione);
- Jean-Baptiste Voillot (generale di brigata);
- François Pierre Félix Vonderweidt (generale di brigata);
- Marie Joseph Serion Alexis Vonderweidt (generale di brigata);
- Alexandre Voulland (generale di divisione);
- Denis Félix de Vrigny (generale di brigata)

## W
- Frédéric Henri Walther (generale di divisione);
- Jean Thomas Ward (generale di brigata);
- Nicolas Daniel Warel de Beauvoir (generale di divisione);
- Jean-Baptiste Warnesson de Grandchamps (generale di brigata);
- Pierre Watier, conte di Saint-Alphonse (generale di divisione);
- François Isidore Wathiez (generale di divisione);
- François Watrin (generale di divisione);
- Erhard Gustave de Wedel (generale di brigata);
- François Jean Werlé (generale di brigata);
- Jean Guillaume Chrétien Wernecke (generale di brigata);
- François Joseph Westermann (generale di brigata);
- Joseph Wielhorski di Kierdeja (generale di divisione);
- Amédée Willot (generale di divisione);
- Georges Félix de Wimpffen (generale di divisione);
- François Louis de Wimpffen de Bornebourg (generale di divisione);
- Louis Wirion (generale di brigata);
- Jean-Christophe Wisch (generale di divisione);
- Marc François Jérôme Wolff (generale di divisione);
- Vitold Jean Henri de Wolodkowicz, detto Jean Henri (generale di brigata);
- Armand Nicolas Wouillemont de Vivier (generale di brigata);
- Maximilien Constantin de Wurmser (generale di brigata)

## X
- Charles Antoine Dominique Xaintrailles, conte di Lauthier (generale di divisione)

## Y
- Jean-Frédéric Yvendorff (generale di brigata)

## Z
- François Louis Zaepffel (generale di brigata);
- Józef Zajączek, detto Zayonchek (generale di divisione);
- Giuseppe Scarlata Xibilia Platamone "Zenardi" (generale di brigata);
- Christian Noël de Zimmerman (generale di brigata);
- Édouard Zoltowski di Ogonczyk (generale di brigata)